# Dinastía Nguyễn
La dinastía Nguyễn (en vietnamita: Nhà Nguyễn) fue la última familia imperial gobernante que existió en la historia de Vietnam. Su periodo de poder comenzó en 1802, cuando el emperador Gia Long derrocó a la dinastía Tay Son y se hizo con el poder. En 1945 la abdicación del Emperador Bảo Đại extinguió el último resto del gobierno de los Nguyền.
El nombre original del país era Việt Nam (越南) y así fue conocido durante el reinado del emperador Gia Long. Pero en 1839, por orden del emperador Minh Mạng, el nombre del país fue reemplazado por el de Đại Nam. Durante ciertos momentos también fue denominado Imperio de Vietnam (en vietnamita: Đế chế Việt Nam). A partir de 1884 se convirtió en un protectorado francés integrado en la llamada Unión Indochina. Entre 1940 y 1945 el país estuvo bajo ocupación militar japonesa, a lo que siguió el intento fallido de crear un estado títere de los japoneses, y finalmente la restauración del poder colonial francés.

## Historia

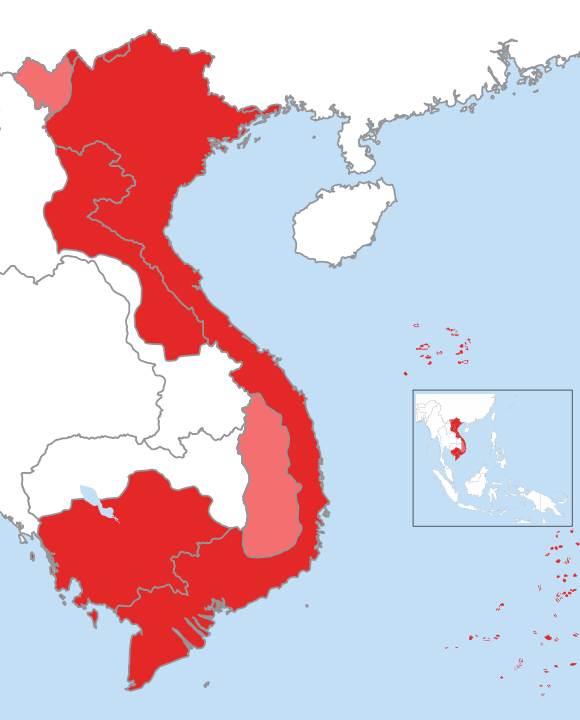
Vietnam entre 1820 y 1841.

En 1802 el noble Gia Long logró derrocar a las fuerzas de la dinastía Tây So'n y se hizo con el control de Annam, instaurando una nueva dinastía a la cabeza del país: la de los Nguyền. El 2 de junio del mismo año era coronado como el nuevo emperador vietnamita. Desde la ciudad imperial de Huế, a orillas del río Perfume, el monarca extendía su poder sobre el resto del país. En 1839 el nombre del país, anteriormente conocido como Việt Nam (越南), fue reemplazado por el de Đại Nam por orden del emperador Minh Mạng.
Durante las siguientes décadas los emperadores vietnamitas se opusieron frontalmente a la intromisión de misioneros católicos y de los aventureros franceses, y procuraron reducir la influencia de las comunidades católicas que iban arraigandose en el país (incluida la población vietnamita). El emperador Tự Đức sería el último que gobernase Vietnam con cierta independencia antes de la llegada de los franceses a Indochina.

### Colonización francesa

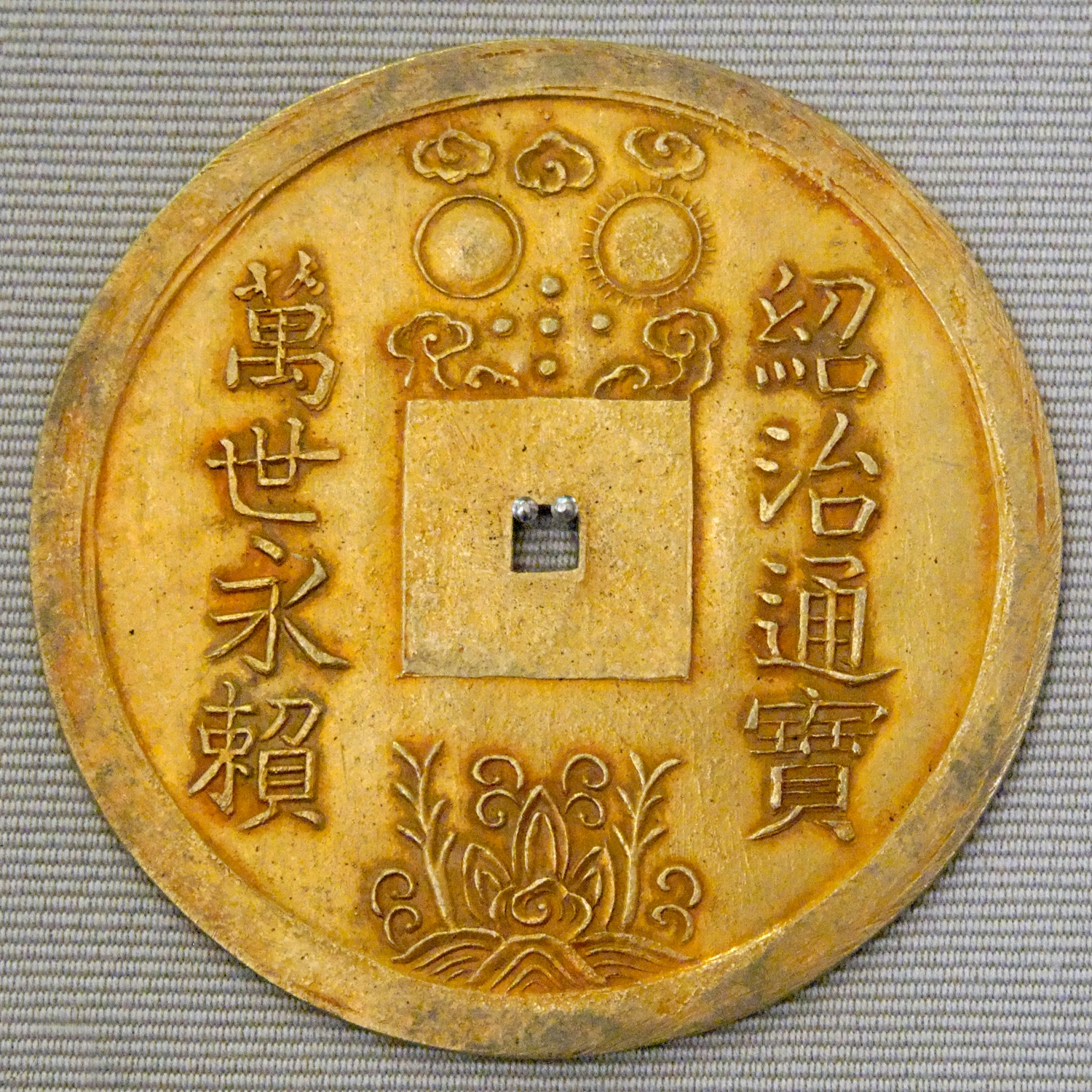
Lang de oro del emperador Thieu Tri.

En 1858, cuando Vietnam se encontraba bajo el protectorado chino, tuvo lugar la expedición franco-española a Cochinchina; Esta se produjo como una campaña de castigo contra las autoridades y la población vietnamita por las matanzas esporádicas de sacerdotes y católicos que venían sucediéndose en el país. La campaña se desarrolló con el desembarco de una coalición de las tropas francesas y españolas que estuvo operando en la zona hasta que en 1862 se alcanzó la paz. Tras esta expedición, el emperador Tự Đức buscó incrementar los lazos de amistad con Francia para evitar una nueva invasión militar y durante los siguientes años la situación pareció ir encaminada en ese sentido. Pero en 1881 murió Tự Đức y los siguientes emperadores (Dục Đực, Hiẹp Hòa y Kiện Phúc) fueron incapaces de hacer frente a las ambiciones imperialistas de la Tercera República Francesa que acabaron llevando a un incremento de la presión colonial francesa sobre Indochina. La posible intervención del Imperio Qing en apoyo de los vietnamitas desapareció tras la guerra franco-china (1884-1885), en la que Francia (además de derrotar al Imperio chino) se hizo con el control de las regiones de Annam y Tonkín.
En 1884, el emperador Hàm Nghi, tuvo que rendirse ante la evidencia y aceptar el protectorado francés sobre el imperio. Así, mientras Hué siguió siendo "capital" del imperio, el gobernador francés estableció su residencia en Saigón y más tarde en Hanói, en la región de Tonkín. En 1887, al nuevo protectorado que recibió el nombre de Unión Indochina, al cual serían anexados los territorios de la Camboya y de Luang Prabang. Además de estos territorios, unos años más tarde, Siam cedió los territorios laosianos que retenía bajo su control. 
En 1916, en plena Primera Guerra Mundial, el emperador Duy Tân dirigió una fallida rebelión contra el poder colonial francés. Pero las autoridades francesas estaban enteradas de los planes, por lo que fue rápidamente sofocada, los cabecillas ejecutados y el emperador fue exiliado a la Isla de Reunión. Este fracaso no hizo sino confirmar la condición de auténticos títeres a la que habían quedado reducidas las autoridades vietnamitas, con el emperador a la cabeza. Fue durante esta época cuando los sentimientos nacionalistas se empezaron a fortalecer y adquirieron importantes influencias en algunas capas de la población. Los desastres naturales ocurridos entre 1914 y 1917, y el malestar con la administración francesa sembraron el descontento que llevó a la fallida rebelión de 1916.

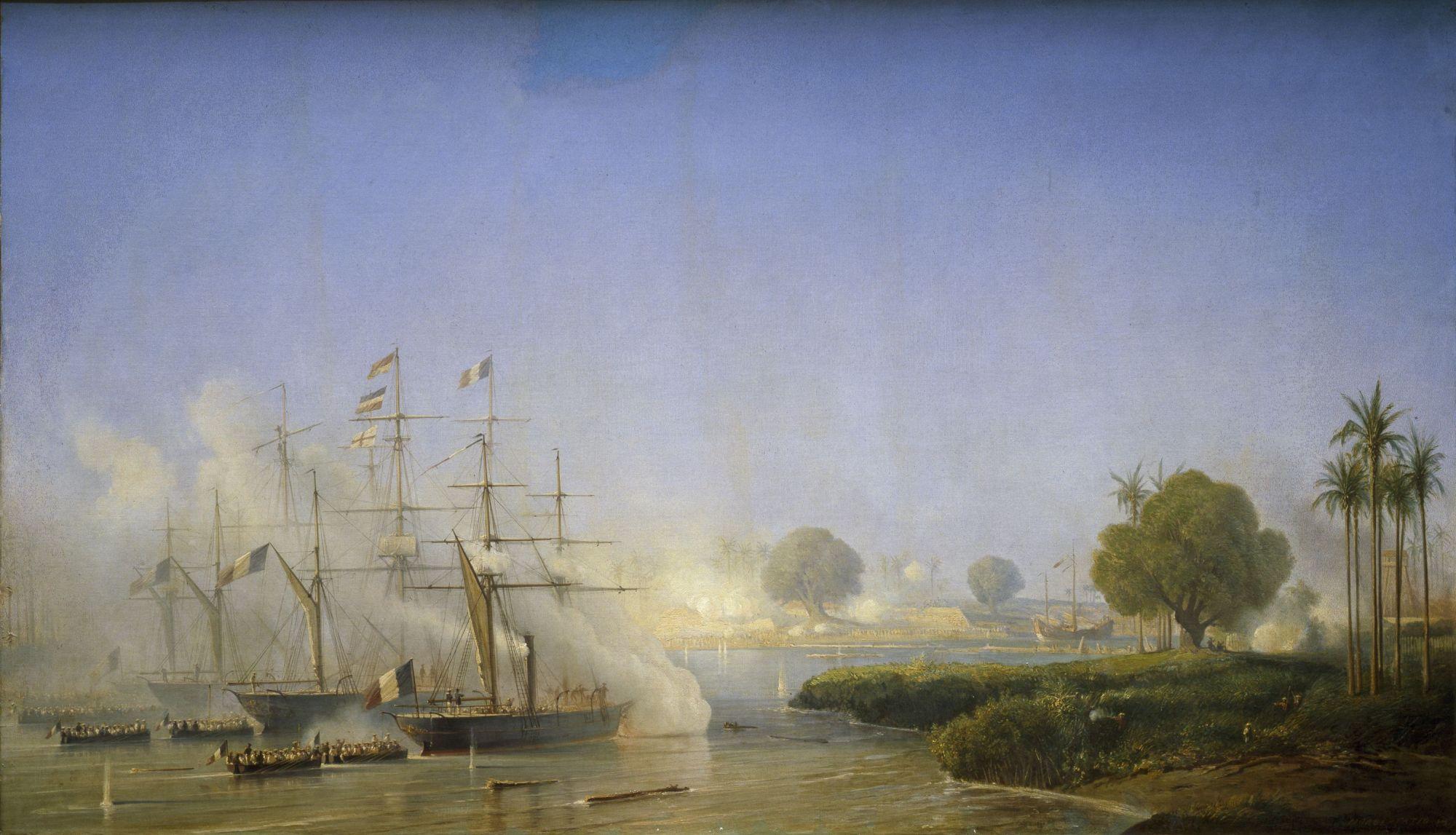
Captura de Saigón por Charles Rigault de Genouilly el 17 de febrero de 1859, pintura de Antoine Morel-Fatio.
Bombardeo de Biên Hòa (16 diciembre de 1861).
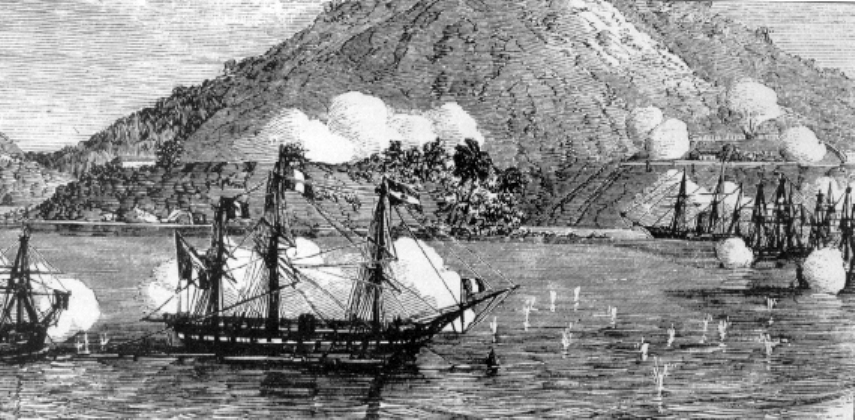
Buques de guerra franceses Asedio de Tourane (Đà Nẵng), Septiembre de 1858.
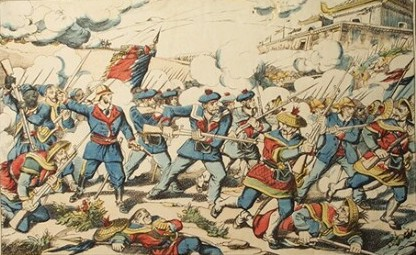
Captura de Bắc Ninh durante la campaña de Tonkin.
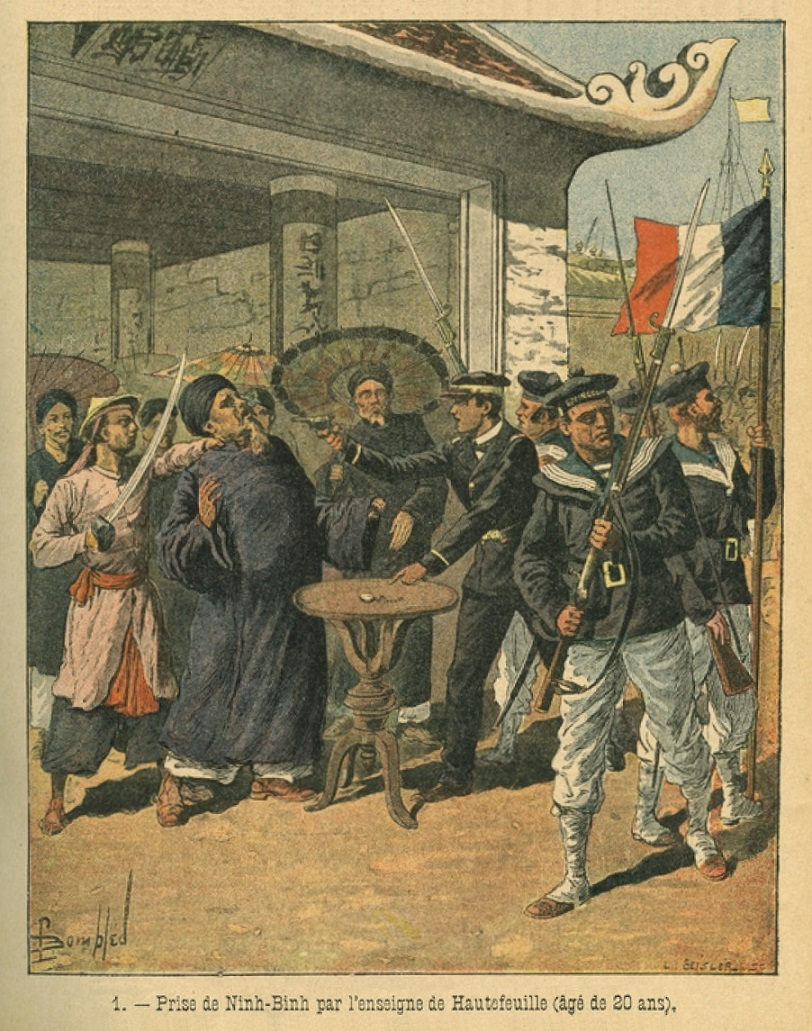
La captura de Ninh Bình por el Aspirante Hautefeuille y sus marineros.
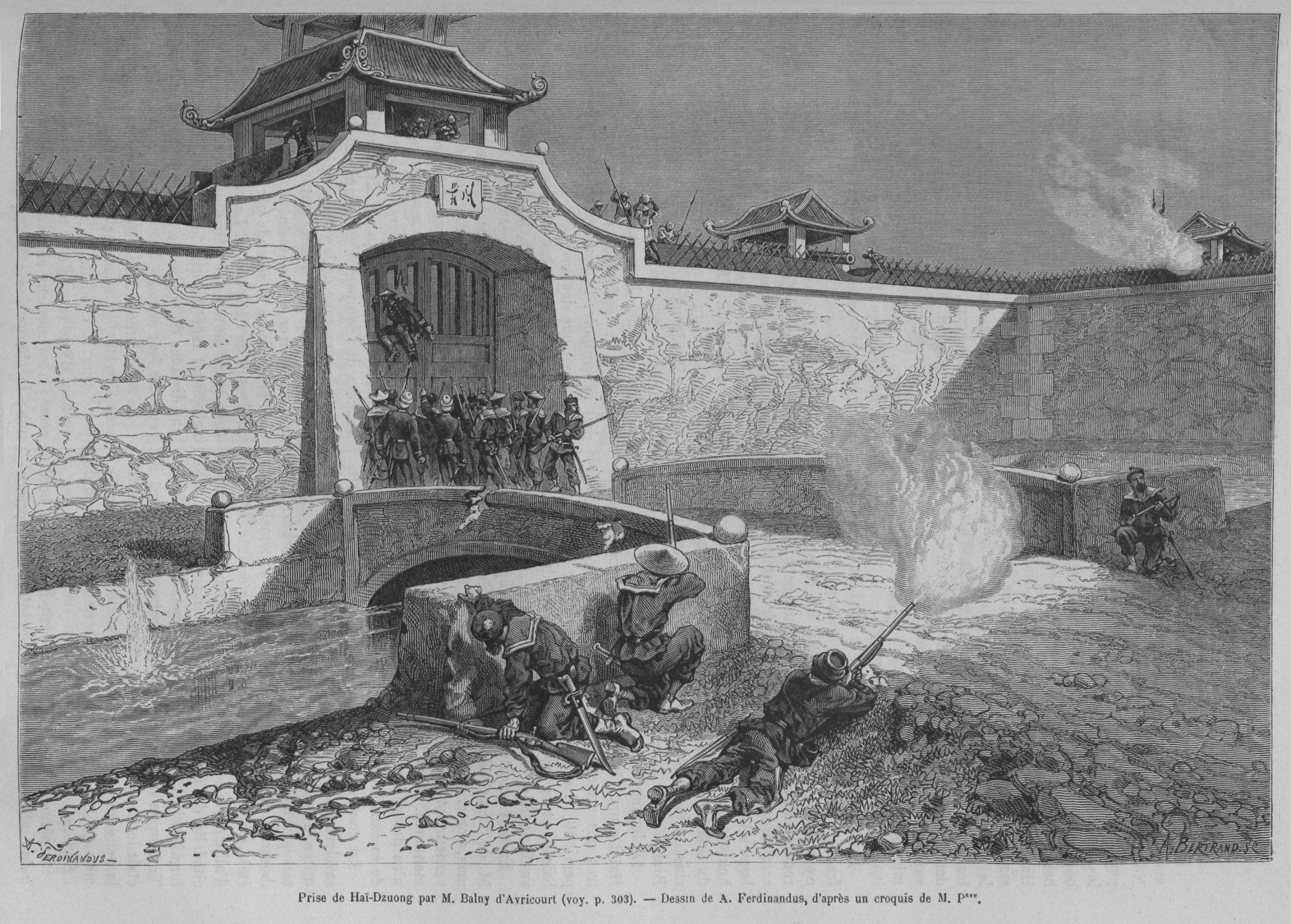
Ataque francés a la ciudadela de Hải Dương.
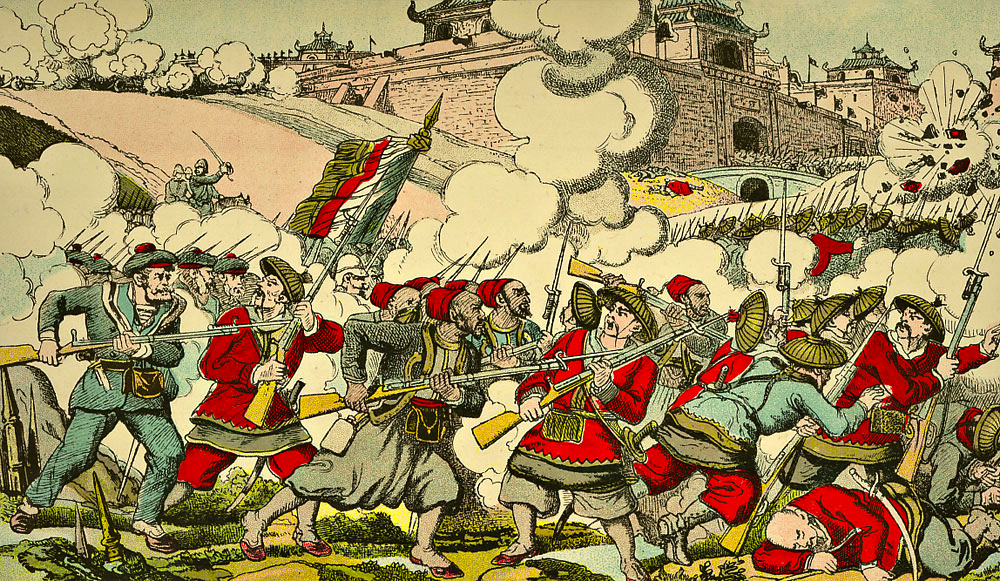
Turcos y fusileros marinos en Bắc Ninh, 12 de marzo de 1884.
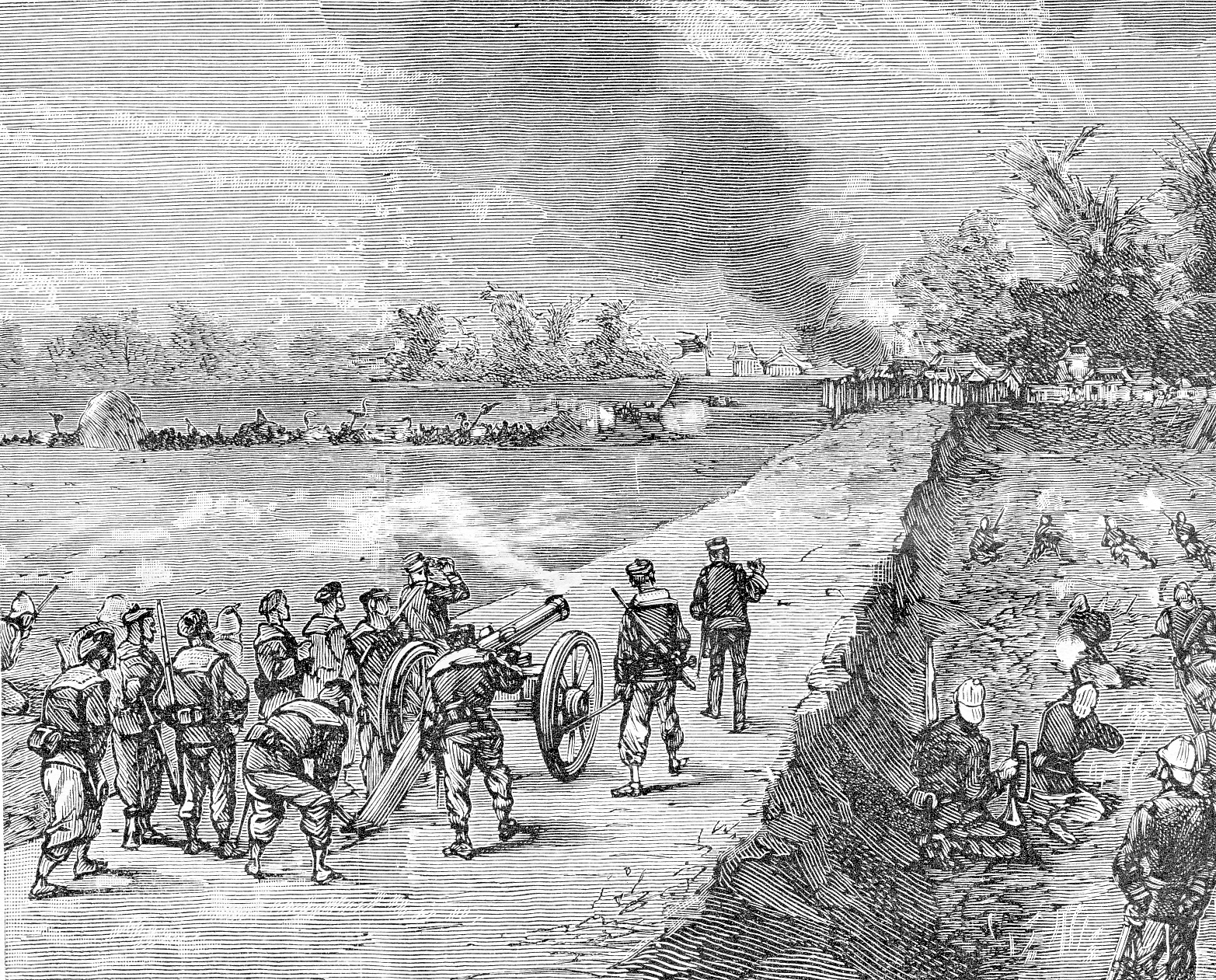
Un barco artillero francés apoya un ataque de infantería sobre posiciones vietnamitas en Gia Cuc (Gia Quất)
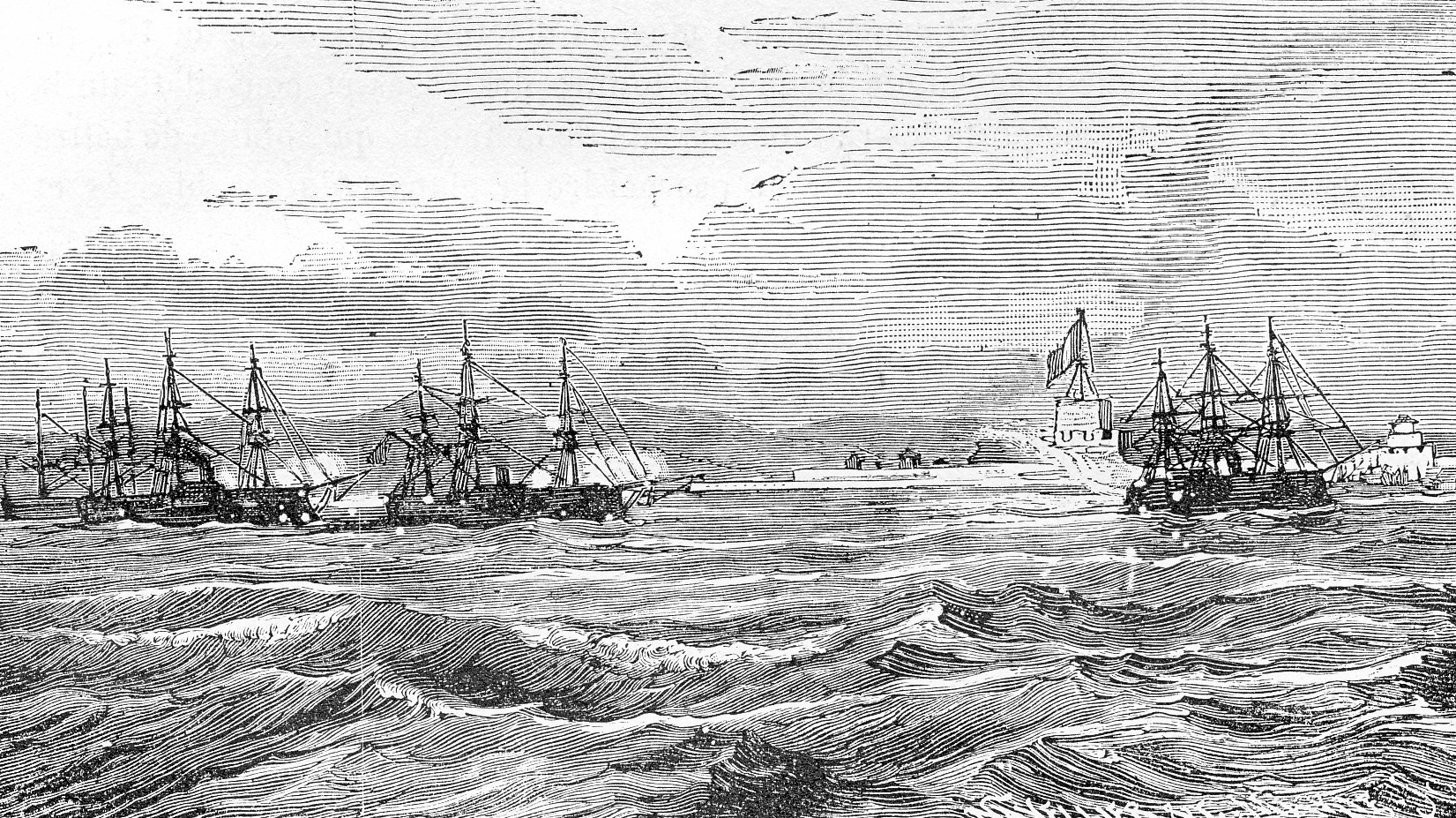
Barcos de guerra franceses desplegados fuera de los fuertes Thuận An, 18 de agosto de 1883
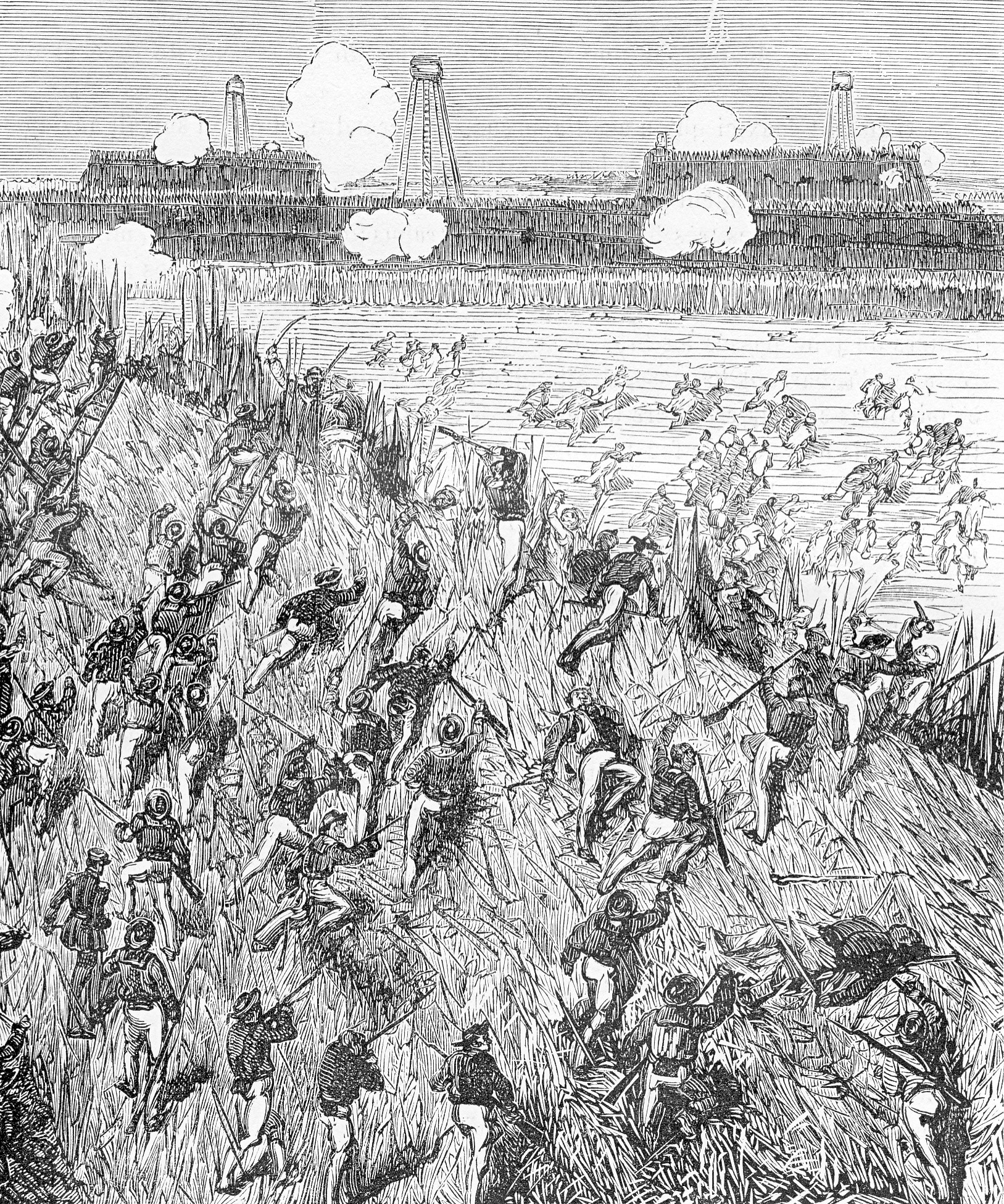
The attack on the Thuận An forts, 20 August 1883
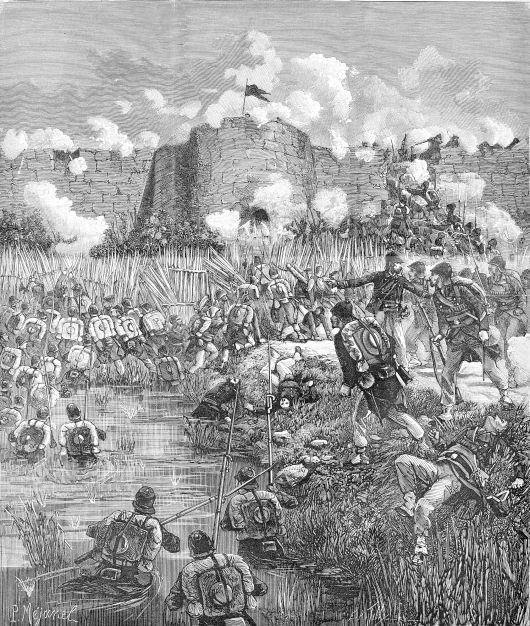
Captura de Sơn Tây, 16 de diciembre de 1883
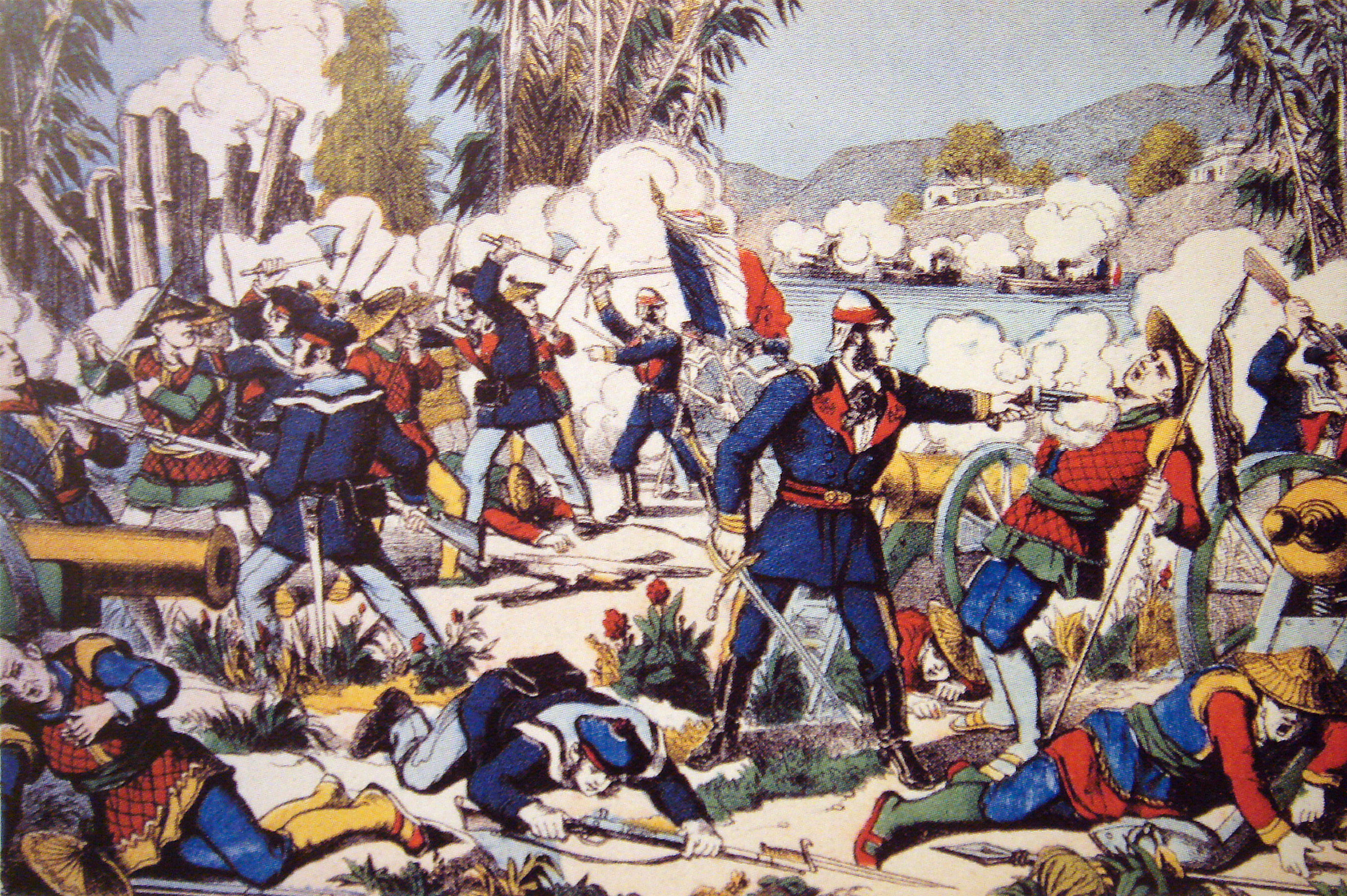
Captura de Nam Định, 19 de julio de 1883.
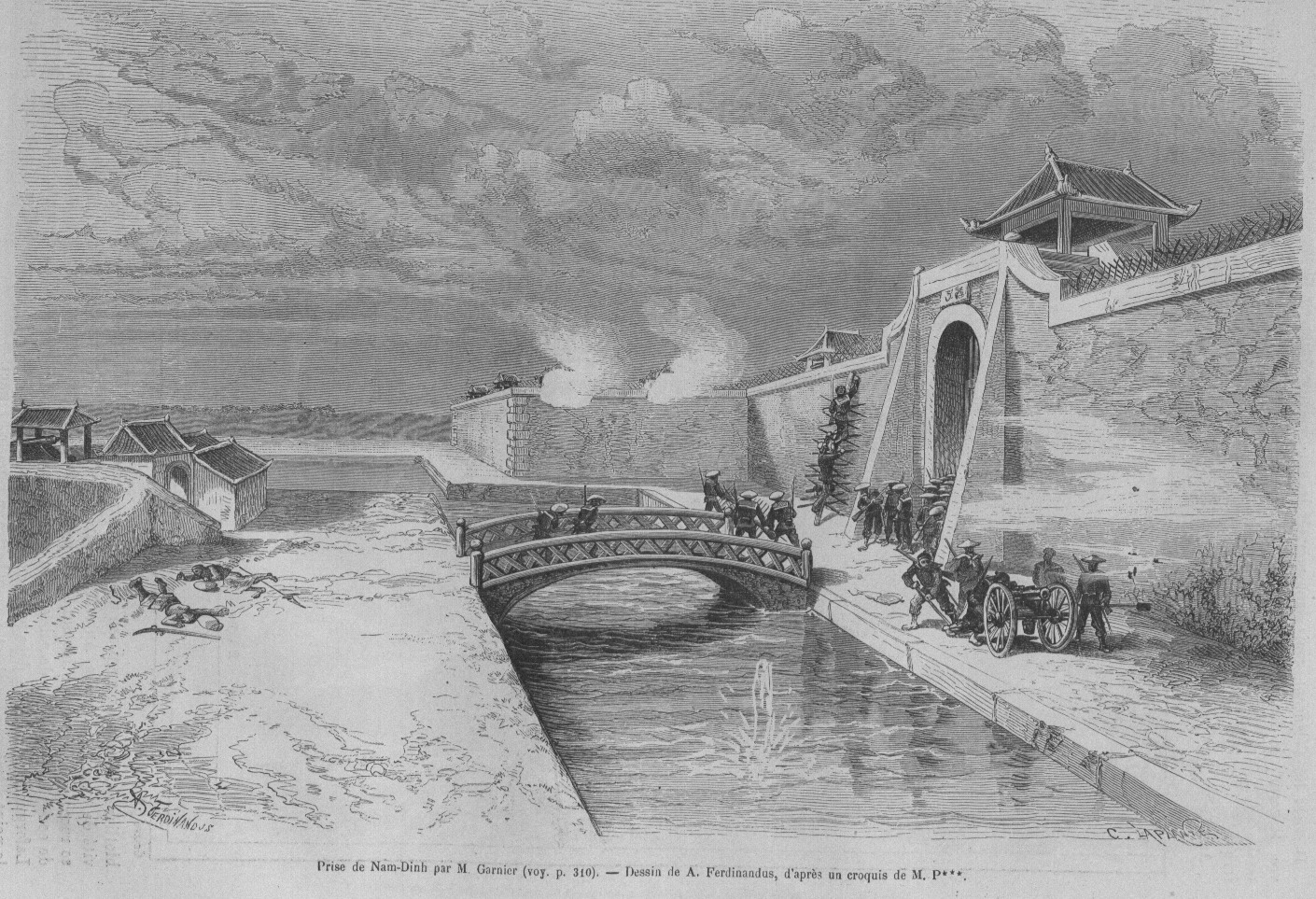
Tropas francesas atacan la fortaleza Nam Định.
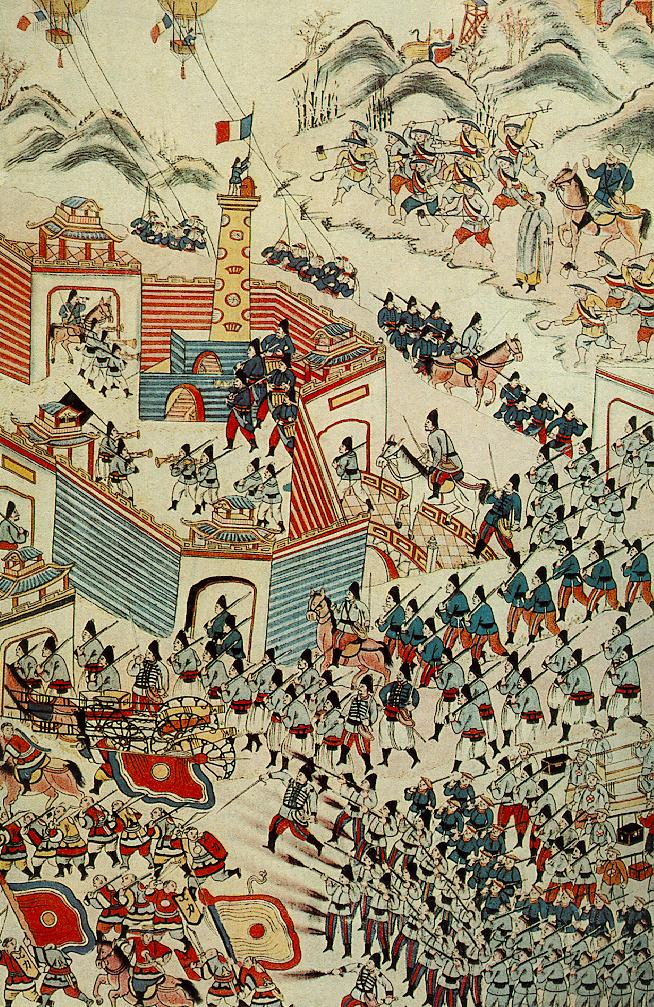
Captura de Hưng Hóa

### Colapso de la dinastía

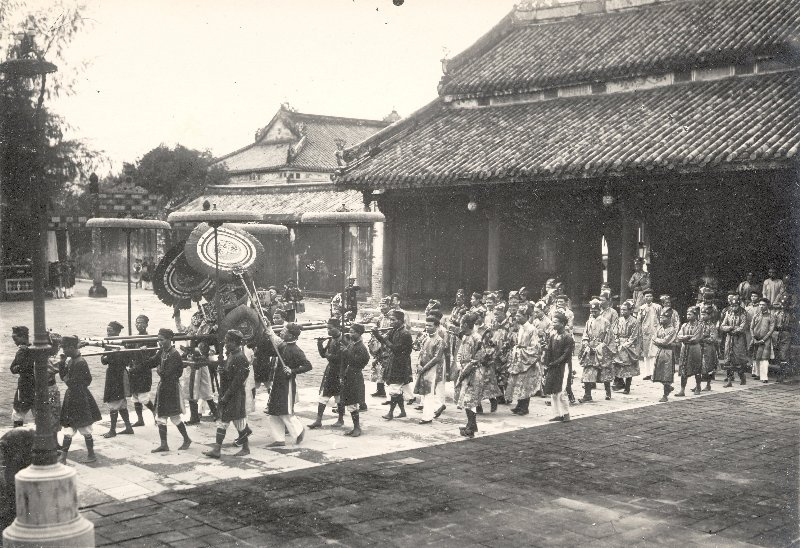
Séquito del emperador Bảo Đại el día de su coronación.

Tras el comienzo de la Segunda Guerra Mundial y la Caída de Francia en manos alemanas se instaló el gobierno colaboracionista de Vichy; Las nuevas autoridades francesas eran totalmente impotentes para hacer frente a las amenazas del Imperio japonés sobre la Indochina francesa, y cuando a finales de septiembre de 1940 el Ejército Imperial Japonés entró y ocupó la colonia francesa lo hicieron sin oposición de las autoridades de Vichy. Durante la estancia japonesa en el país dio comienzo la actividad de un movimiento de resistencia denominado Vietminh bajo el liderazgo de Hồ Chí Minh, líder vietnamita comunista.
En 1945 las autoridades japonesas tomaron la decisión de llevar a cabo una ocupación total del territorio, al tiempo que proclamaban un nuevo estado títere en la zona: el Imperio de Vietnam, con el nombramiento de Bảo Đại como nuevo emperador vietnamita. En vistas a la más que cercana derrota militar del Japón, los militares concedieron la unidad territorial al país y garantizaron su independencia como parte de la denominada Esfera de Coprosperidad de la Gran Asia Oriental. Sin embargo, esta acción se produjo en una fecha demasiado tardía como para tener alguna influencia en la guerra y ser un estado viable. A comienzos de agosto el nuevo régimen imperial se hallaba próximo al colapso, mientras las actividades del Vietminh se encontraban en su máximo auge. A finales de mes se produjeron distintas rebeliones comunistas a lo largo del país, al tiempo que tenía lugar la Rendición de Japón a las potencias aliadas; En este contexto tuvo lugar la toma del poder por el Vietminh y la abdicación de Bảo Đại como último emperador de Vietnam. Aunque el poder colonial francés fue restaurado en la península indochina, el 2 de septiembre tuvo lugar en Hanói la proclamación de la República Democrática de Vietnam por Hồ Chí Minh.

## Listado de emperadores

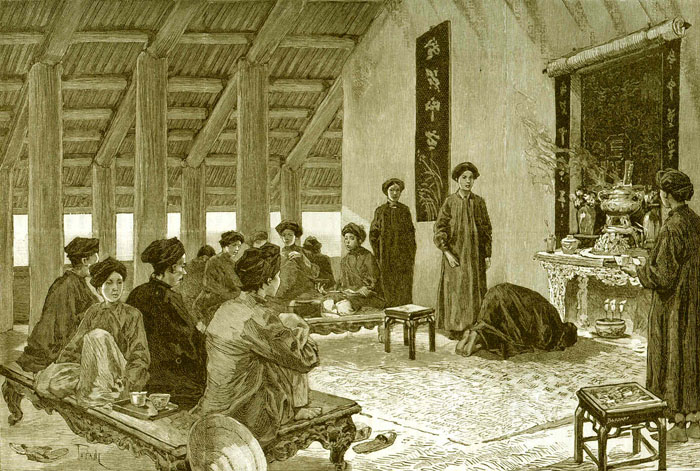
Representación de una ceremonia de matrimonio vietnamita en Tonkín, al comienzo del periodo colonial.

Coincidiendo con el final de la dinastía Lê en 1802, Nguyễn Phúc Ánh logró hacerse con el poder y unificar el país, dándole el nombre de «Việt Nam »; Nguyễn Phúc Ánh se convirtió en el primer emperador vietnamita bajo el nombre de Gia Long, fundando así la dinastía de los Nguyễn que reinará en el país hasta la abdicación de Bảo Đại en 1945.
| Nombre     | Nombre chino | Reinado   | Notas                                                                           |
| ---------- | ------------ | --------- | ------------------------------------------------------------------------------- |
| Gia Long   | 嘉隆帝       | 1802-1820 | Inicio de la dinastía.                                                          |
| Minh Mạng  | 明命帝       | 1820-1841 |                                                                                 |
| Thiệu Trị  | 紹治帝       | 1841-1847 |                                                                                 |
| Tự Đức     | 嗣德帝       | 1847-1883 | Comienzo de la colonización francesa.                                           |
| Dục Đức    | 育德帝       | 1883      | Reinó solo durante tres días.                                                   |
| Hiệp Hòa   | 協和帝       | 1883      | Se suicidó.                                                                     |
| Kiến Phúc  | 建福帝       | 1883-1884 | Muerto en extrañas circunstancias.                                              |
| Hàm Nghi   | 咸宜帝       | 1884-1885 | Anexión francesa de Tonkín.                                                     |
| Đồng Khánh | 同慶帝       | 1885-1889 |                                                                                 |
| Thành Thái | 成泰帝       | 1889-1907 |                                                                                 |
| Duy Tân    | 維新帝       | 1907-1916 | Fracaso de la Sublevación de 1916; Duy Tân es exiliado a la isla de la Reunión. |
| Khải Định  | 啟定帝       | 1916-1925 |                                                                                 |
| Bảo Đại    | 保大帝       | 1926-1945 | Ocupación japonesa durante la II Guerra Mundial; final de la dinastía.          |

### Linaje
|                    |                    |  |                         |                         |  |                        |                        |  |                      |                      |  |                       |                       |
|                    |                    |  |                         |                         |  | 1 Gia Long 1802–1819   |                        |  |                      |                      |  |                       |                       |
|                    |                    |  |                         |                         |  |                        |                        |  |                      |                      |  |                       |                       |
|                    |                    |  |                         |                         |  | 2 Minh Mệnh 1820–1840  |                        |  |                      |                      |  |                       |                       |
|                    |                    |  |                         |                         |  |                        |                        |  |                      |                      |  |                       |                       |
|                    |                    |  |                         |                         |  | 3 Thiệu Trị 1841–1847  |                        |  |                      |                      |  |                       |                       |
|                    |                    |  |                         |                         |  |                        |                        |  |                      |                      |  |                       |                       |
|                    |                    |  |                         |                         |  |                        |                        |  |                      |                      |  |                       |                       |
| 4 Tự Đức 1847–1883 | 4 Tự Đức 1847–1883 |  | Thoại Thái Vương        | Thoại Thái Vương        |  |                        |                        |  | Kiên Thái Vương      | Kiên Thái Vương      |  | 6 Hiệp Hoà 1883       | 6 Hiệp Hoà 1883       |
|                    |                    |  |                         |                         |  |                        |                        |  |                      |                      |  |                       |                       |
|                    |                    |  |                         |                         |  |                        |                        |  |                      |                      |  |                       |                       |
|                    |                    |  | 5 Dục Đức 1883          | 5 Dục Đức 1883          |  | 9 Đồng Khánh 1885–1889 | 9 Đồng Khánh 1885–1889 |  | 8 Hàm Nghi 1884–1885 | 8 Hàm Nghi 1884–1885 |  | 7 Kiến Phúc 1883–1884 | 7 Kiến Phúc 1883–1884 |
|                    |                    |  |                         |                         |  |                        |                        |  |                      |                      |  |                       |                       |
|                    |                    |  | 10 Thành Thái 1889–1907 | 10 Thành Thái 1889–1907 |  | 12 Khải Định 1916–1925 | 12 Khải Định 1916–1925 |  |                      |                      |  |                       |                       |
|                    |                    |  |                         |                         |  |                        |                        |  |                      |                      |  |                       |                       |
|                    |                    |  | 11 Duy Tân 1907–1916    | 11 Duy Tân 1907–1916    |  | 13 Bảo Đại 1926–1945   | 13 Bảo Đại 1926–1945   |  |                      |                      |  |                       |                       |
|                    |                    |  |                         |                         |  |                        |                        |  |                      |                      |  |                       |                       |
|                    |                    |  |                         |                         |  |                        |                        |  |                      |                      |  |                       |                       |

Nota:
- Años son los años de reinado.

## Lista de las banderas de las unidades administrativas de la dinastía Nguyễn
Se utilizaron las banderas de las unidades administrativas de la dinastía Nguyễn desde alrededor de 1868 a 1885, con 2:2.

### Provincias Reales

Thua Thien (Thừa Thiên phủ, 承天府)
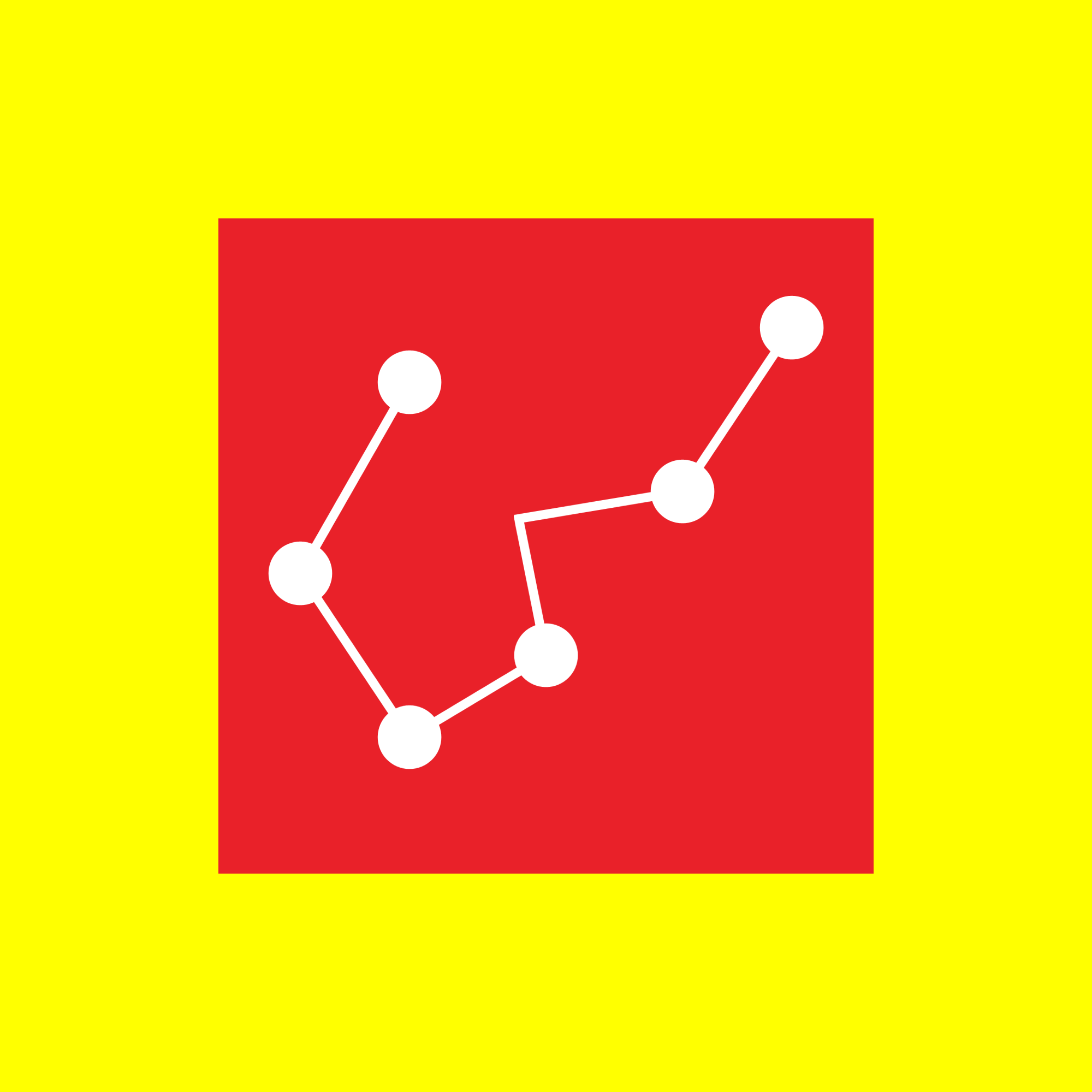
Quang Tri (Quảng Trị tỉnh, 廣治省)
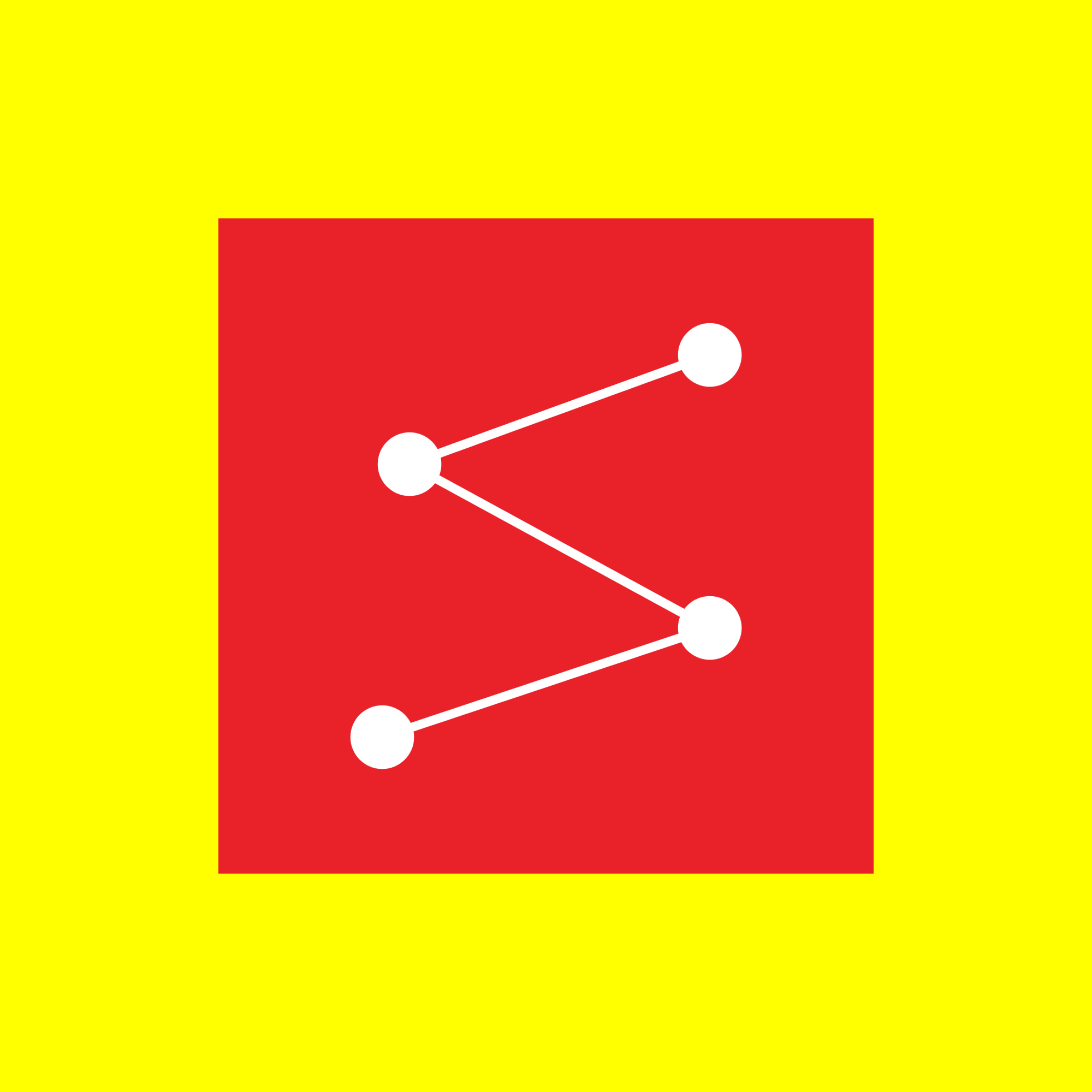
Quang Binh (Quảng Bình tỉnh, 廣平省)
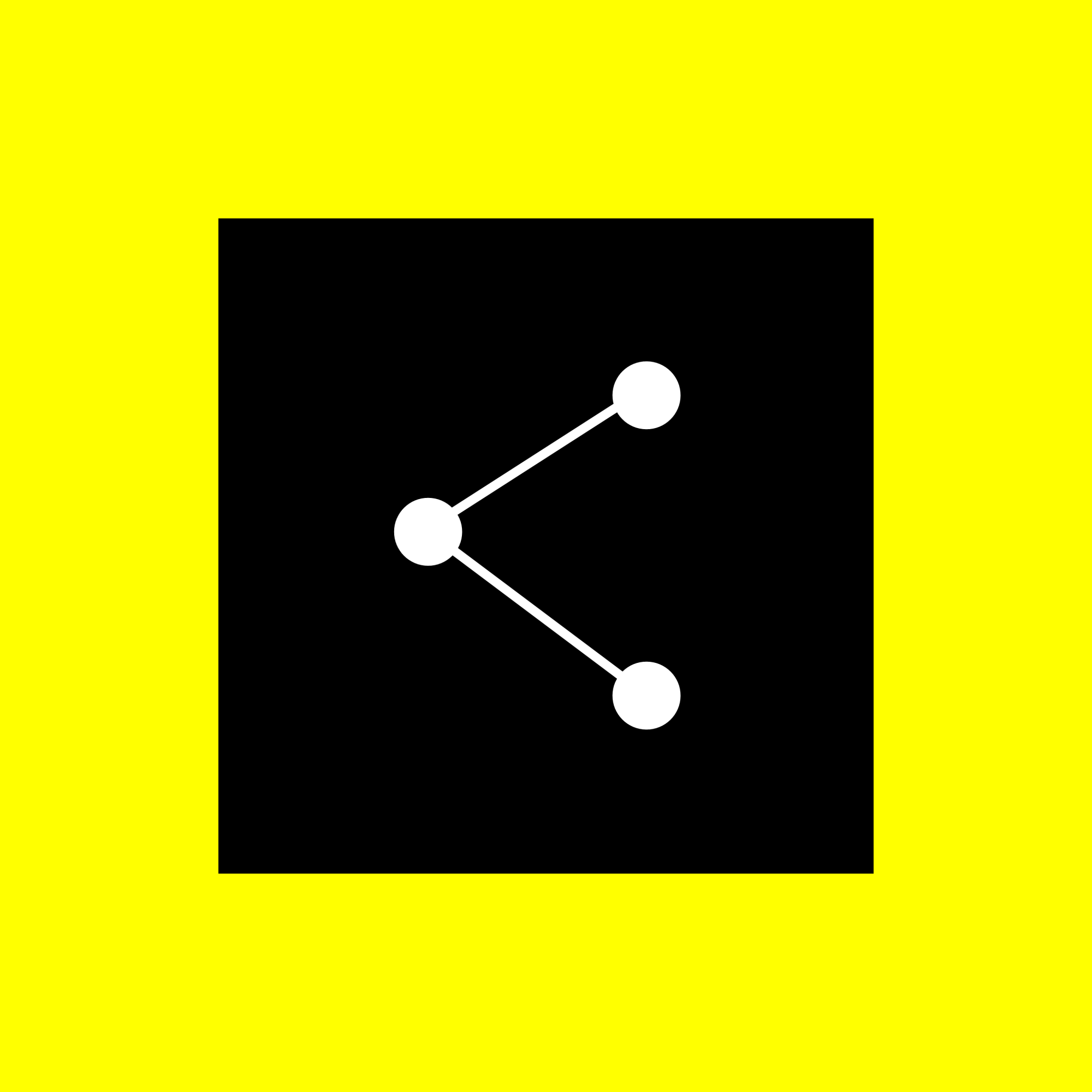
Quang Nam (Quảng Nam tỉnh, 廣南省)
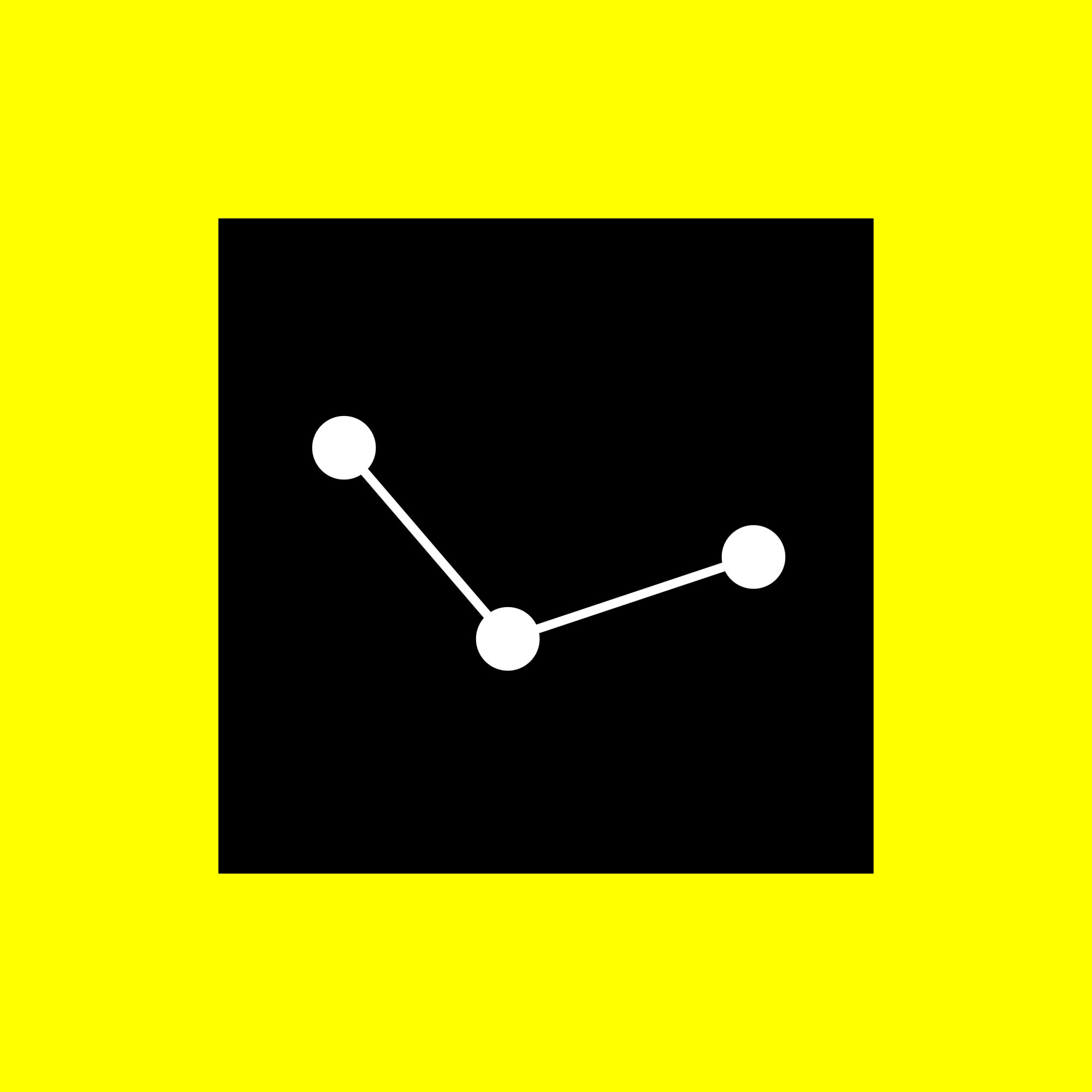
Quang Ngai (Quảng Ngãi tỉnh, 廣義省)

### Provincias de la Región Norte

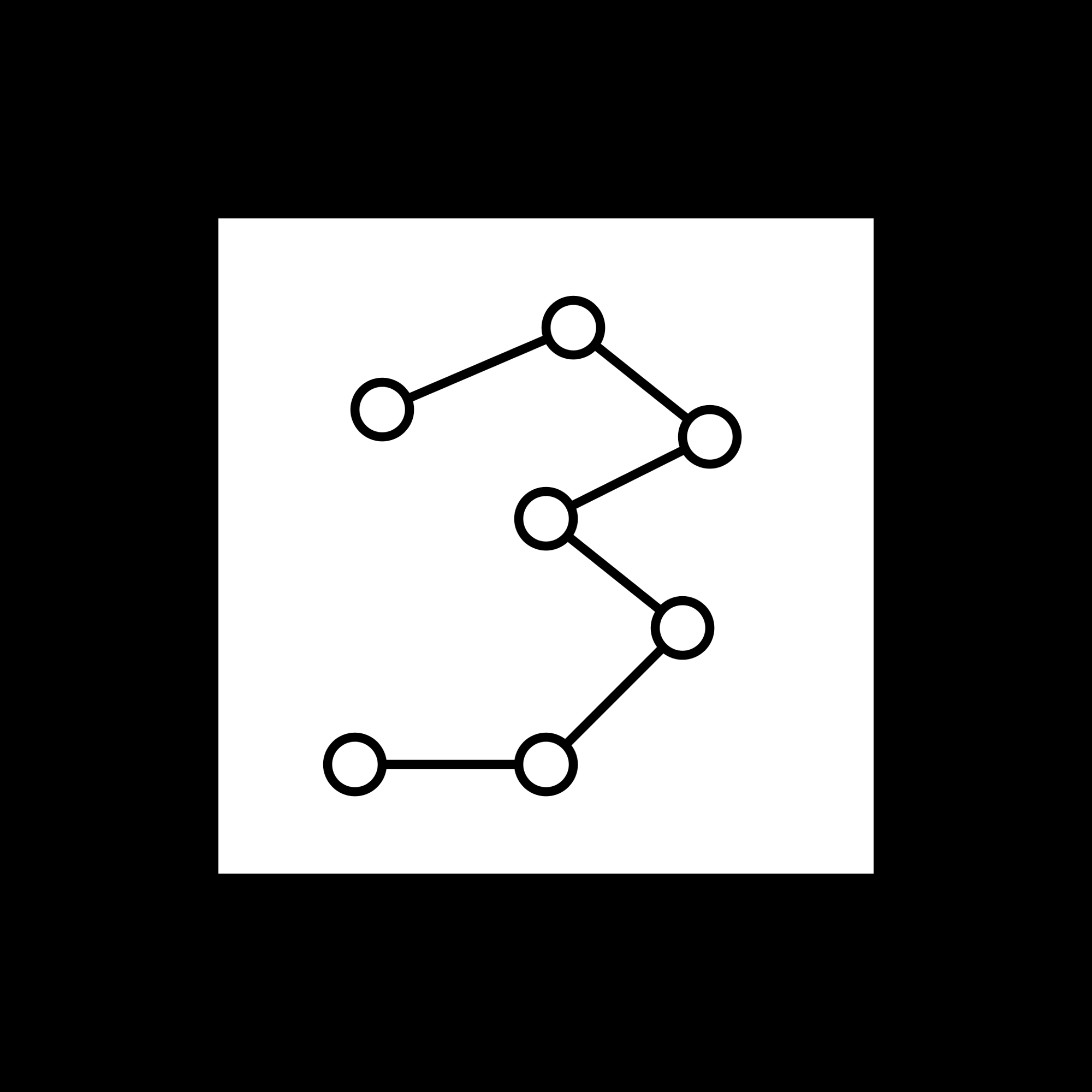
Hanói (Hà Nội tỉnh, 河內省)
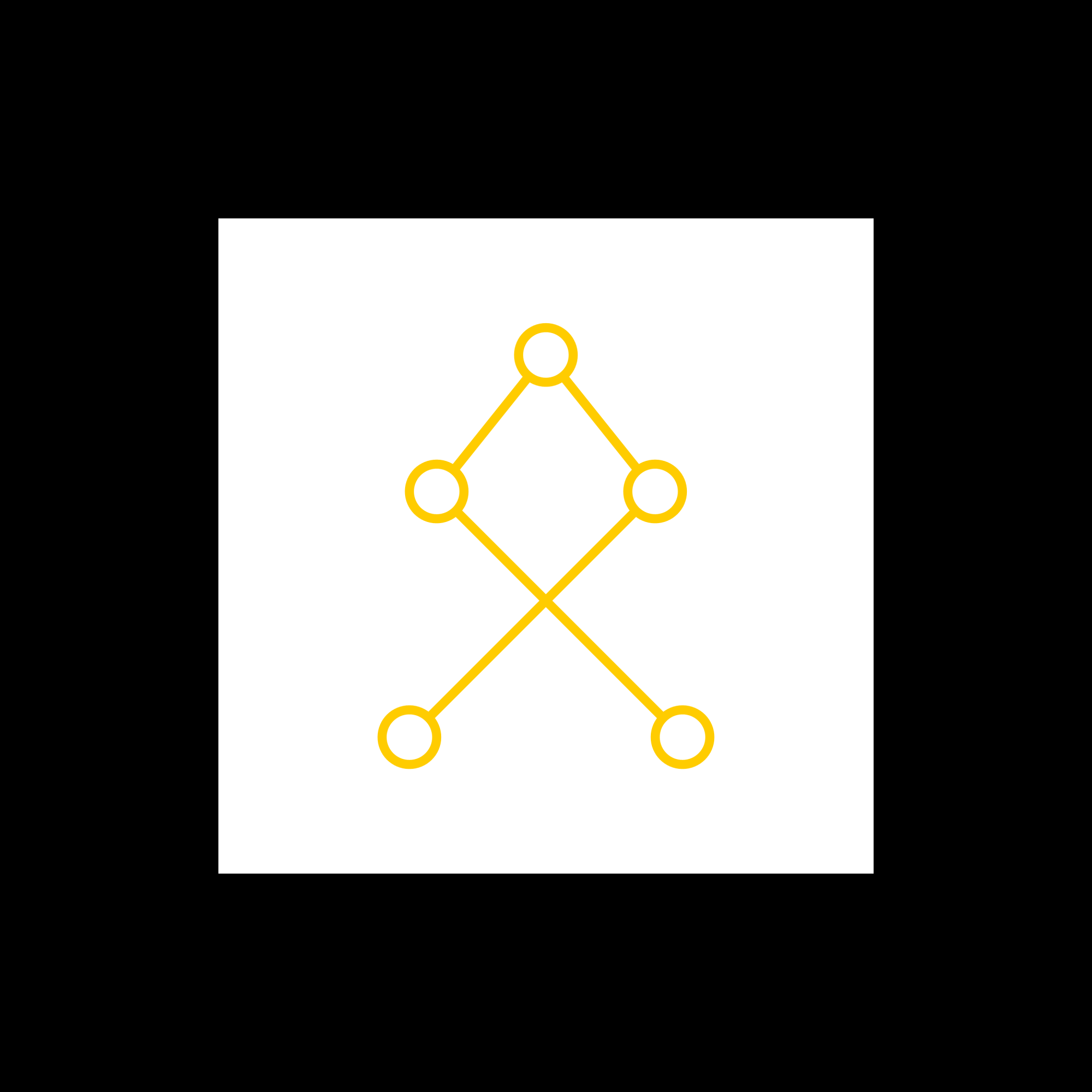
Lang Son (Lạng Sơn tỉnh, 諒山省)
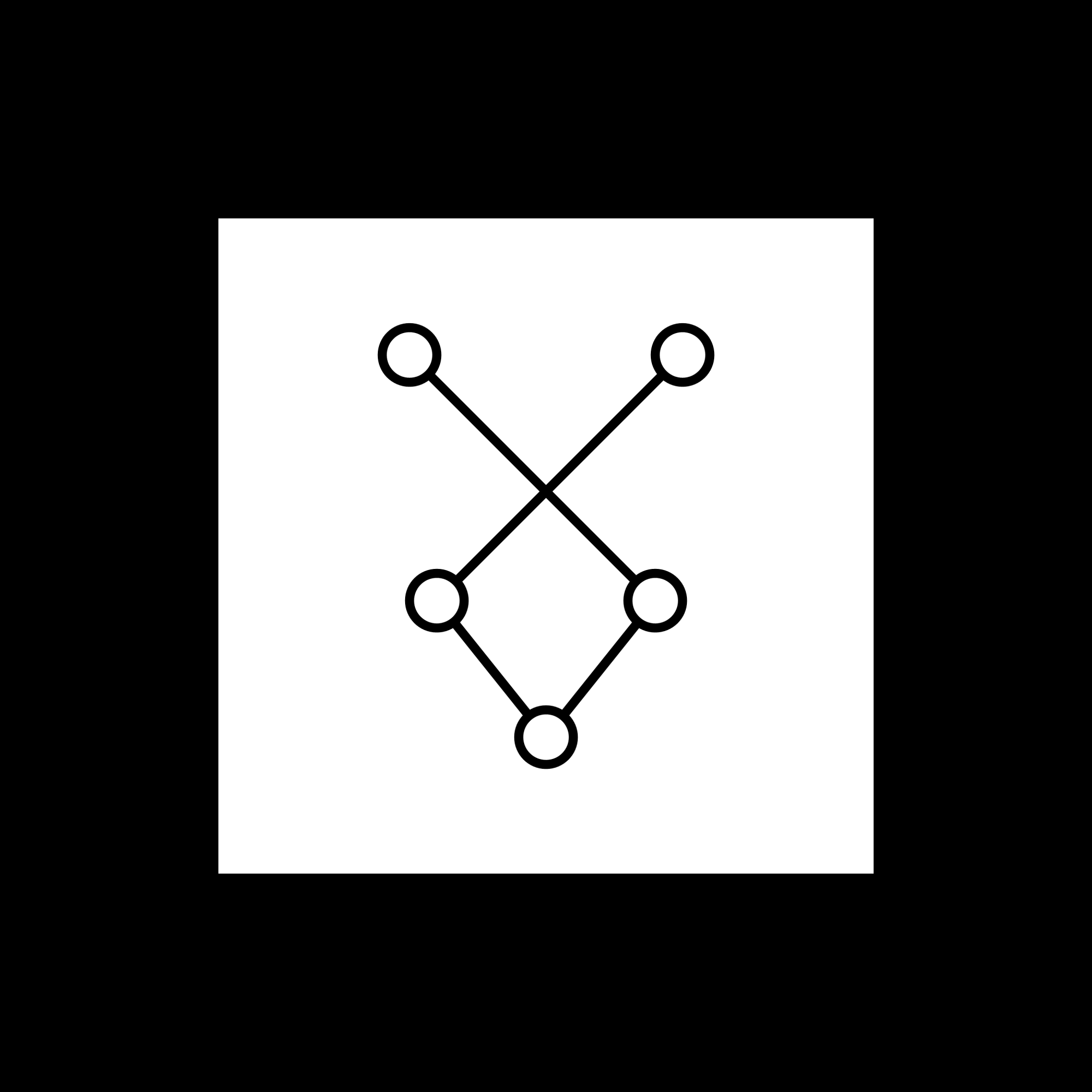
Bac Ninh (Bắc Ninh tỉnh, 北寧省)
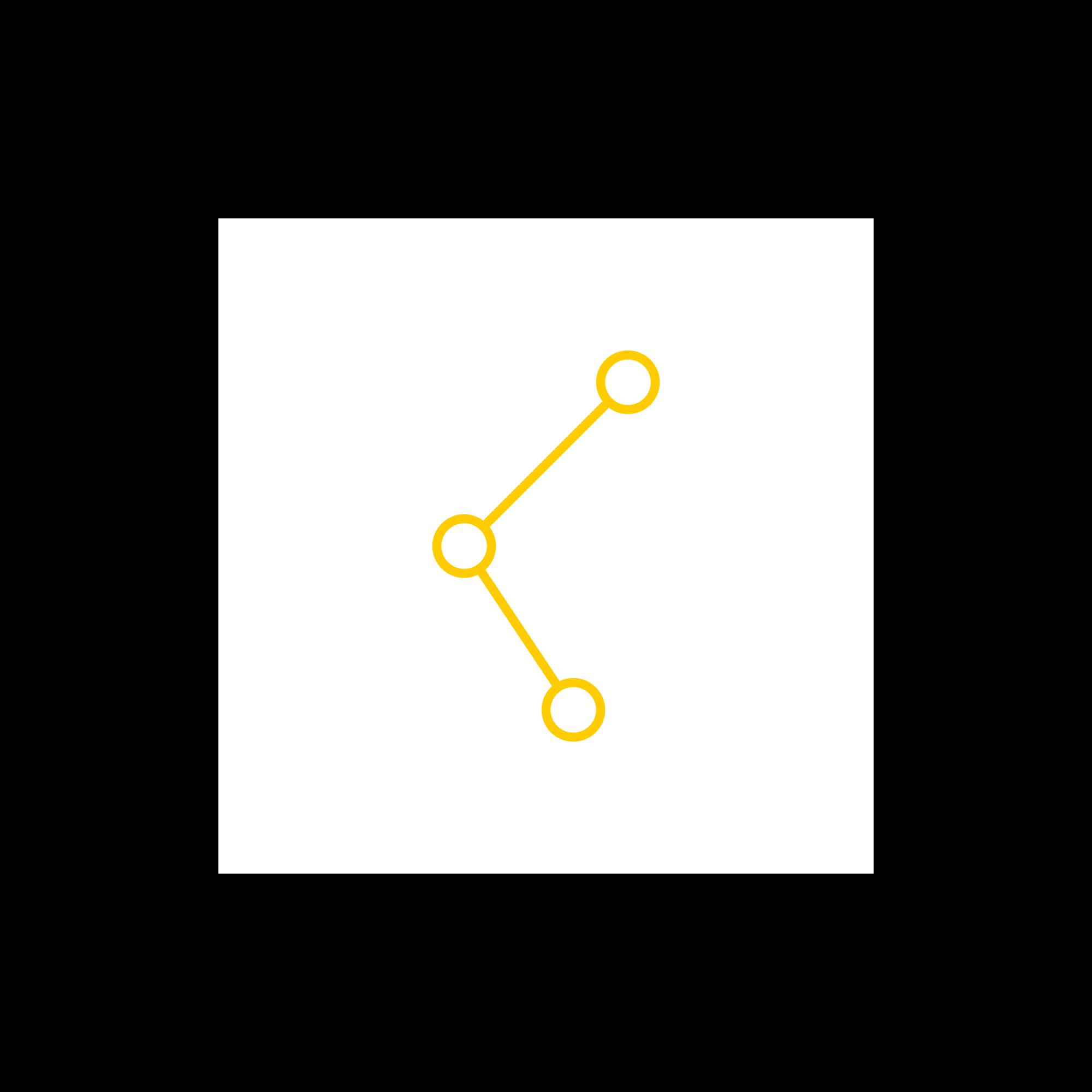
Son Tay (Sơn Tây tỉnh, 山西省)
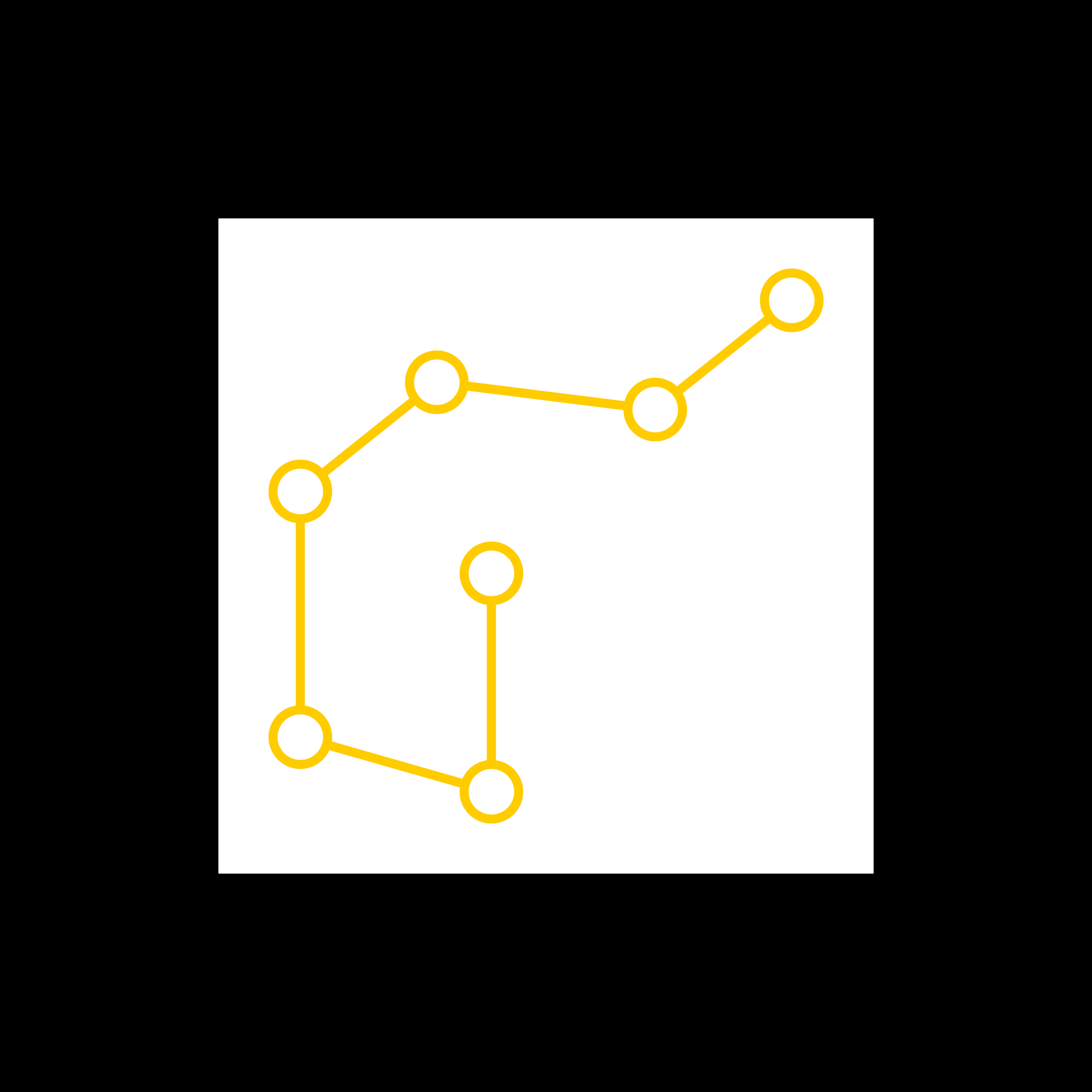
Hai Duong (Hải Dương tỉnh, 海陽省)
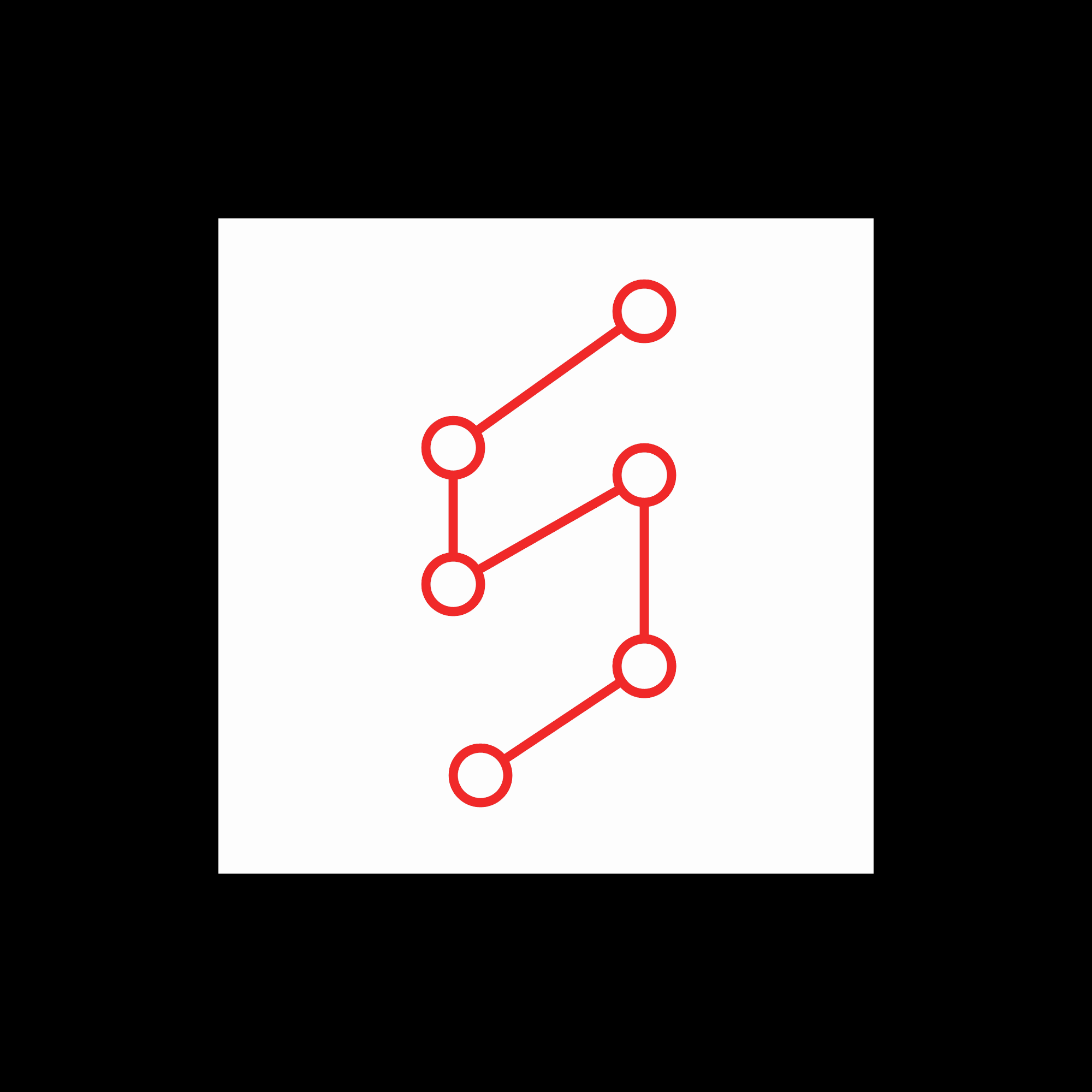
Nam Dinh (Nam Định tỉnh, 南定省)

### Provincias de la Región Central

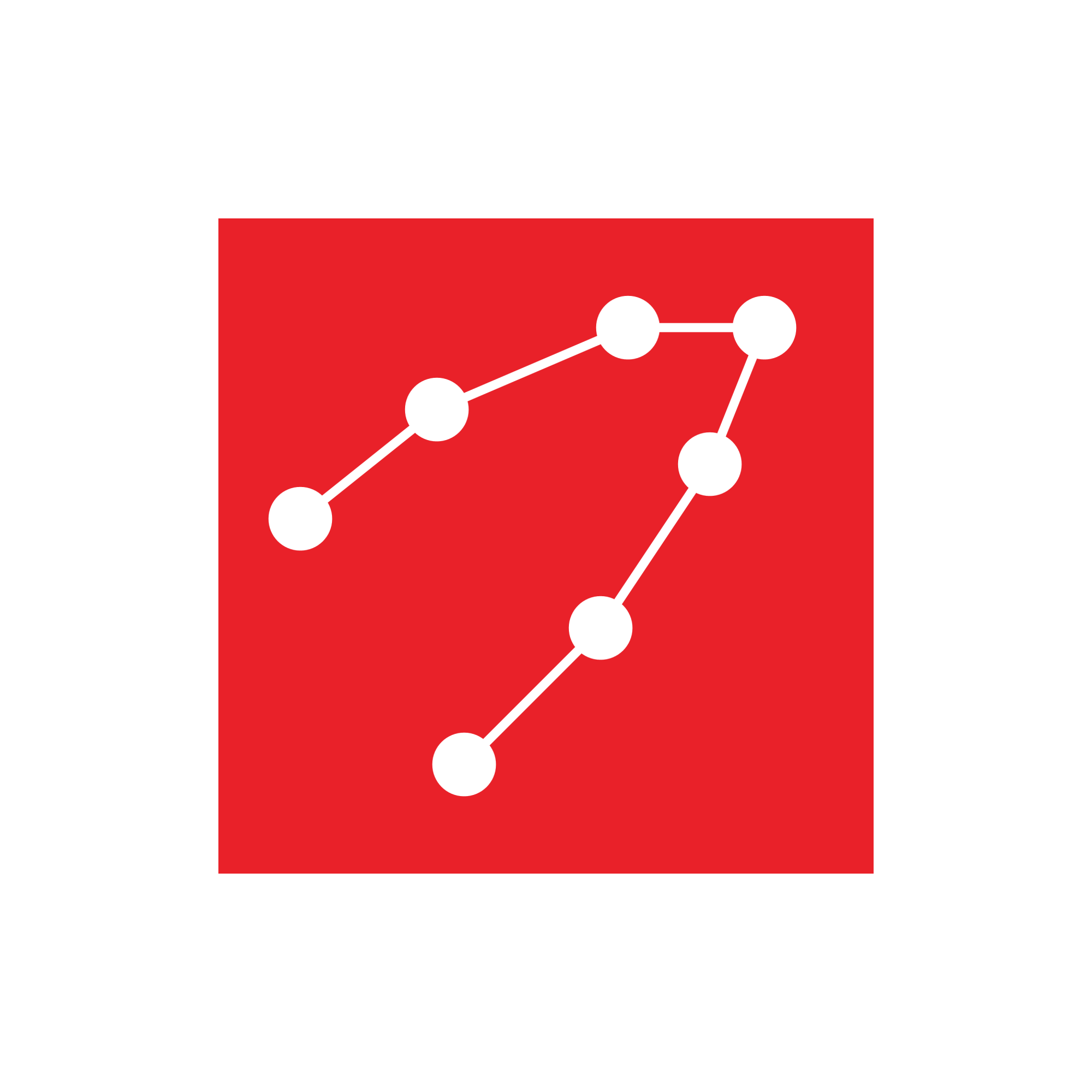
Thanh Hoa (Thanh Hóa tỉnh, 清化省)
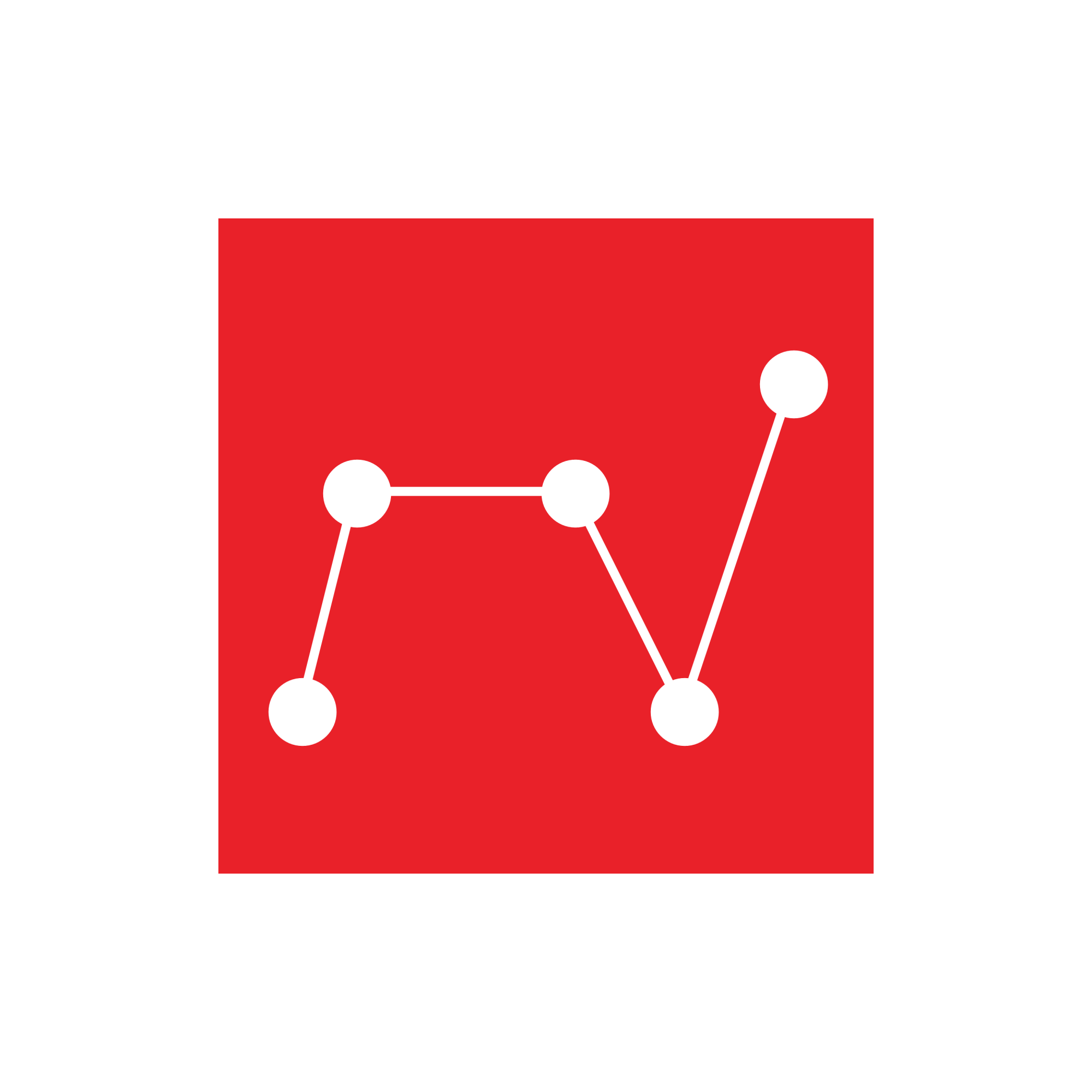
Nghe An (Nghệ An tỉnh, 乂安省)
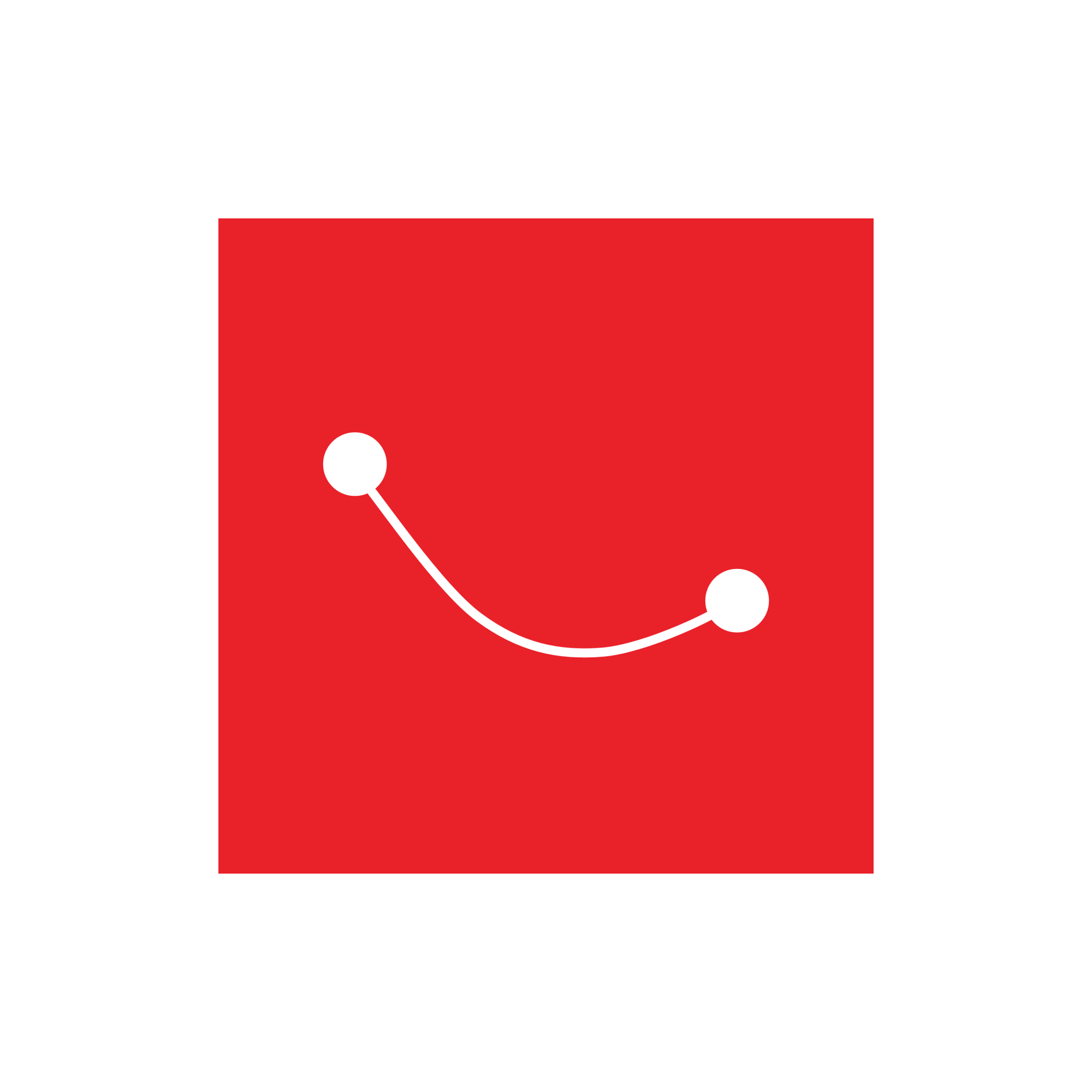
Ha Tinh (Hà Tĩnh tỉnh, 河靜省)

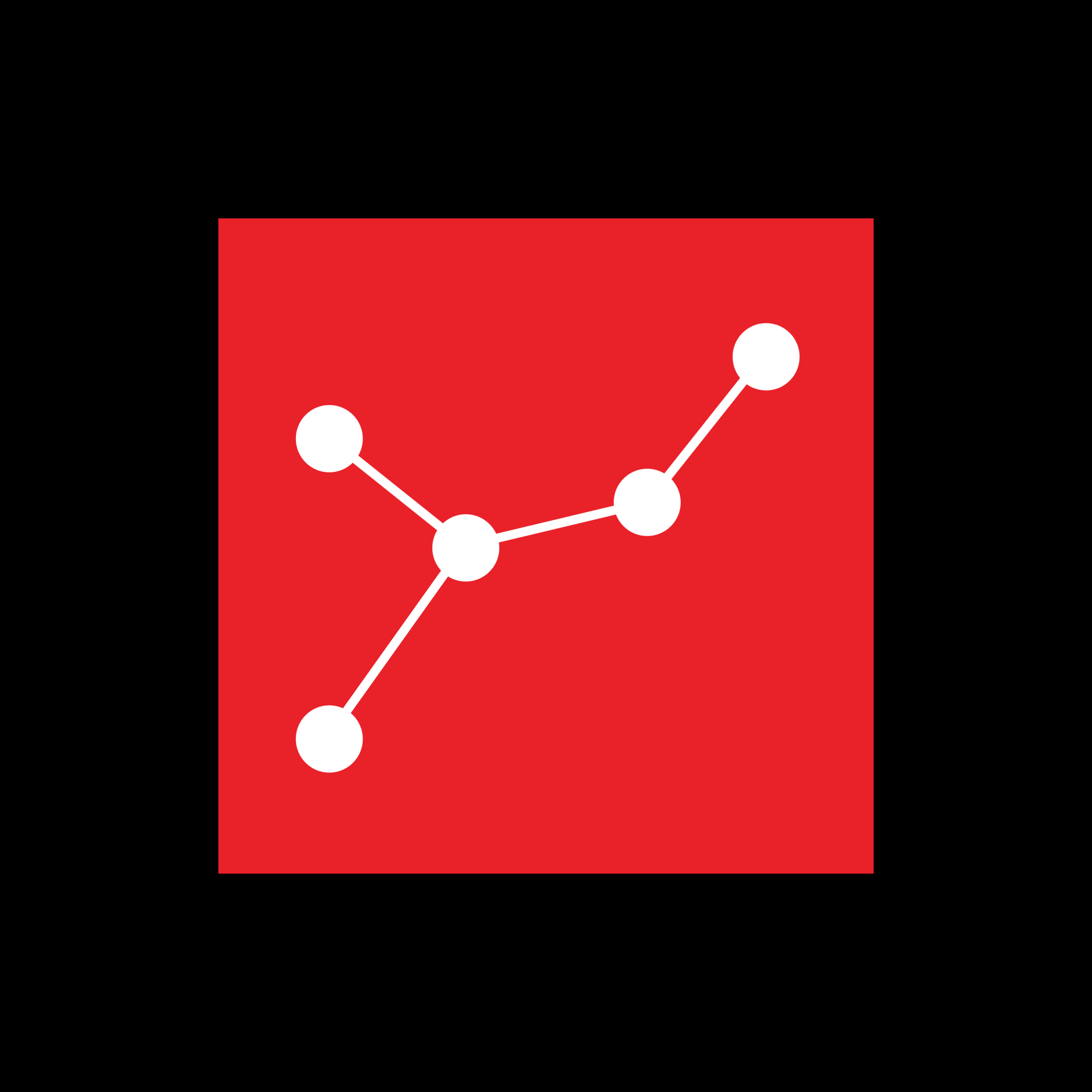
Binh Dinh (Bình Định tỉnh, 平定省)
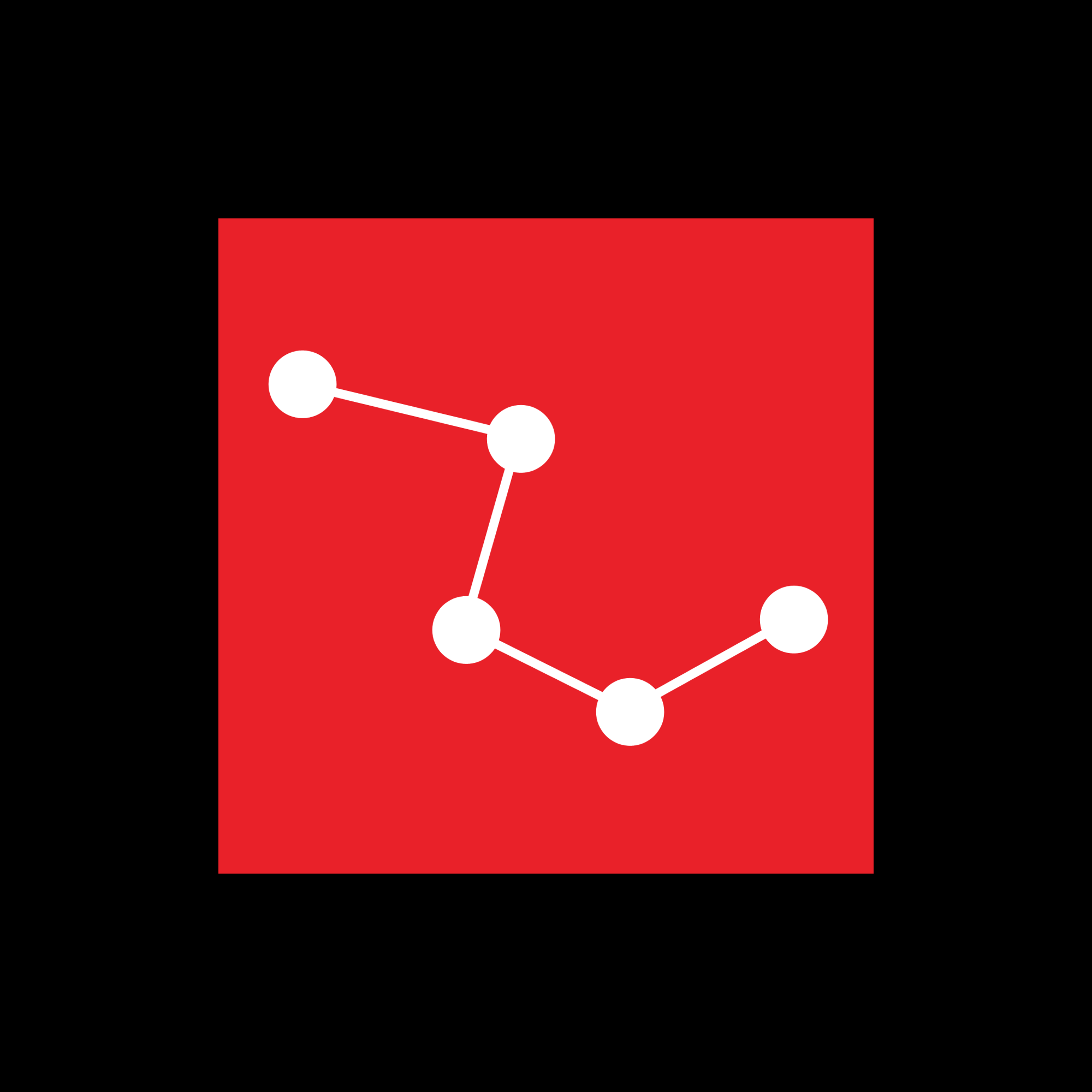
Phu Yen (Phú Yên tỉnh, 富安省)
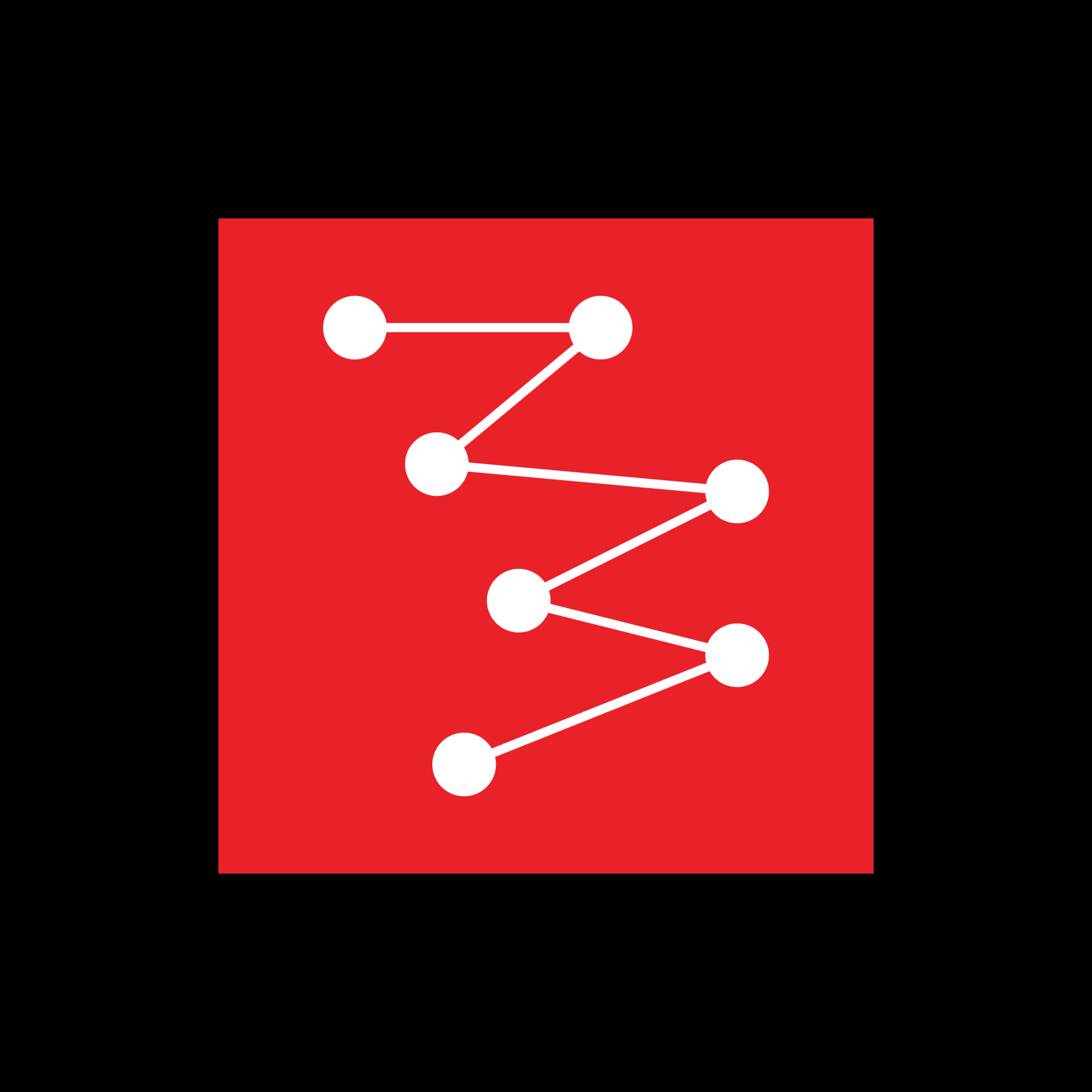
Khanh Hoa (Khánh Hòa tỉnh, 慶和省)
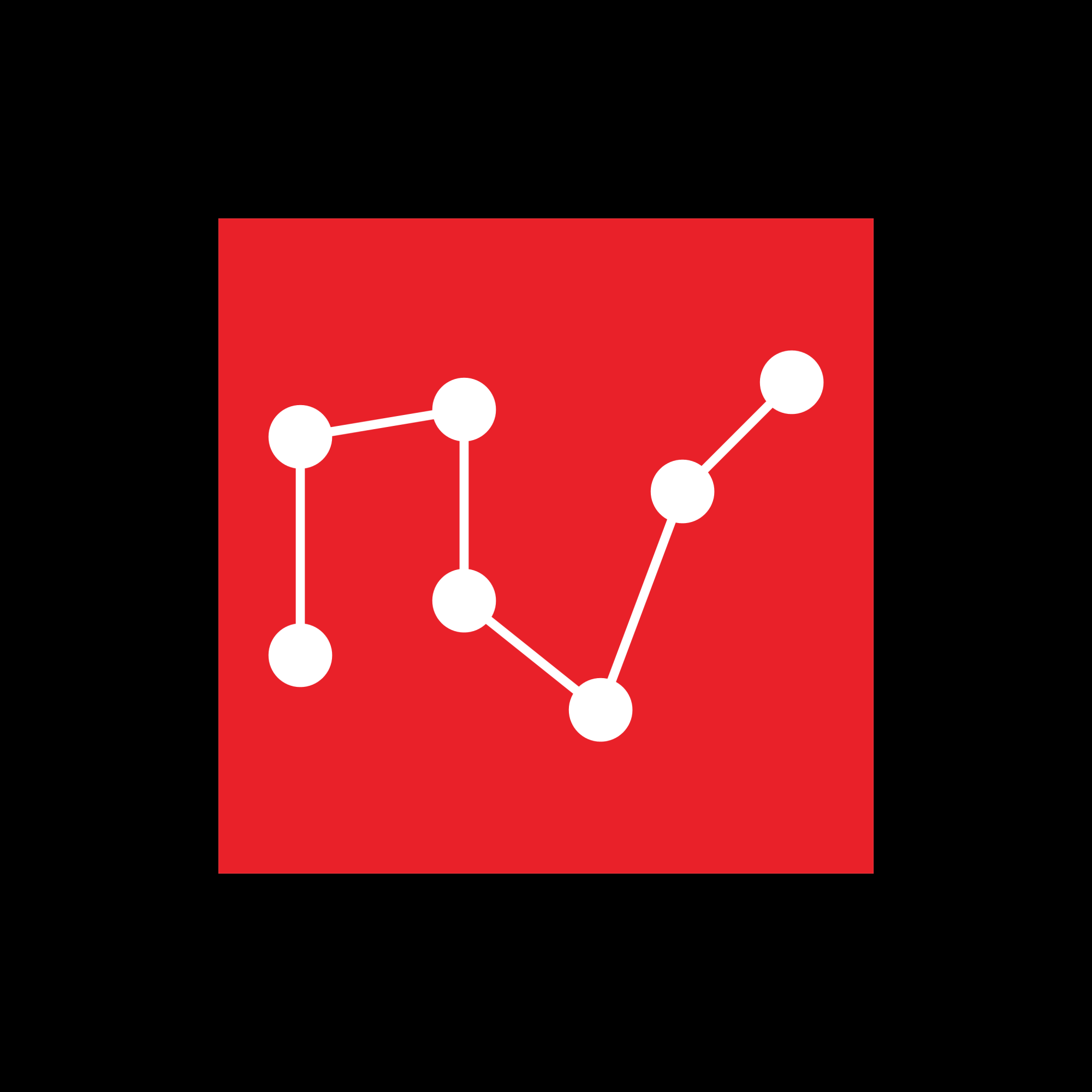
Binh Thuan (Bình Thuận tỉnh, 平順省)